# Binnenring Parkstad
De Binnenring Parkstad Limburg (genaamd Euregioweg) is een ringweg die de stadsautoweg N281 verbindt met de Heerlense buurten Meezenbroek-Schaesbergerveld-Palemig en Molenberg en met de plaatsen Landgraaf, Kerkrade en Brunssum. De weg loopt ten oosten van Heerlen en zou eind 2009 geheel klaar zijn. De werkzaamheden werden gestart in september 2006 en gebeurden in twee fasen. Uiteindelijk is het laatste deel van de binnenring geopend in juni 2011. De vertraging komt grotendeels door de lange onteigeningsprocedure van de gronden van Camping In den Hof. Sinds het begin van de aanleg is er 5,5 km weg aangelegd, 7 turborotondes, 6 fiets- en voetgangersbruggen, 1 openbaarvervoerbrug, 2 fiets- en voetgangerstunnels, 700 meter geluidsscherm, 3900 meter geluidswal, 12 faunapassages, 8 km faunaraster, 800 bomen en 46 hectare groen. De kosten vooraf waren ingeschat op 28 miljoen euro en voor dit bedrag is de weg ook aangelegd. De weg wordt in bewegwijzering aangeduid als stadsroute S100.
De aanleg van de Binnenring wordt gezien als noodzakelijk om een betere doorstroming van het verkeer in Parkstad te garanderen. Gemeenten die ten oosten van Heerlen liggen (Landgraaf, Kerkrade) profiteren van de verbeterde bereikbaarheid. Het probleem van deze gemeenten was dat er door Heerlen gereden moest worden om in deze gemeenten te komen. Door de binnenring wordt deze situatie verbeterd. Het tweede deel van het tracé zal de slechte verbinding van de gemeenten Landgraaf, Kerkrade, Brunssum en het Heerlense stadsdeel Hoensbroek aanzienlijk verbeteren. Door dit tweede deel van het tracé hoeft er wederom niet door Heerlen gereden te worden. Al met al zorgt de binnenring voor betere doorstroming en minder doorgaand verkeer in Heerlen. Verkeer dat niet in de kernen hoeft te zijn wordt omgeleid via 70-km-wegen. Niet alleen de hogere snelheid zal zorgen voor een kortere reisduur, maar ook is de afstand tussen de Euregioweg en de Heerlenseweg meer dan anderhalve kilometer korter dan de voorheen kortste weg. Grote delen van Landgraaf en Heerlen zullen door de binnenring sneller aansluiting vinden op snelwegen in de richting van het noorden van Nederland of Duitsland en België.
Opvallend is verder dat de meeste rotondes op de hoofdweg slechts 3 aftakkingen hebben. Hieruit blijkt duidelijk dat het om infrastructuur gaat die verschillende locaties met elkaar verbindt. Bij de aanleg wordt rekening gehouden met de afwatering. Het totale hoogteverschil bedraagt zo'n 30 meter voor het eerste traject. Om te voorkomen dat de weg zou overstromen zijn daarom grote waterbekkens aangelegd die met elkaar in verbinding staan.
Voor de toekomst is er bij de aanleg rekening gehouden met uitbreiding naar 4 rijstroken, maar in de huidige plannen zullen maar 2 rijstroken aangelegd worden.

## Planning
De eigenlijke planning: fase 1
- > afgerond in 2006: - Pegasuslaan omgebogen naar Kerkraderweg
- - ingebruikname rotonde Melchersstraat – Einsteinstraat
- > november 2006/juli 2007: - bouw viaduct Staringstraat [oplevering zomer 2007]
- > januari/februari 2007: - aanleg fietspad en trottoir Pegasuslaan
- > februari 2007: - aanleg rotonde Hofstraat - oplevering voor Pinksteren/Pinkpop
- > februari 2007: - aanleg rotonde Kerkaderweg/Binnenring
- > februari 2007: - nieuw asfalt tracé Euregioweg/Hofstraat
- < maart 2007: - start aanleg tracé Staringstraat – Mijnspoorweg/Heerlenseweg
- < begin 2008: - zuidelijk deel Binnenring klaar en start noordelijk deel Binnenring
- < eind 2009: - Binnenring helemaal klaar

## Rotonde Einsteinstraat
De rotonde op de Einsteinstraat zorgt voor een verbinding van Schaesberg met de binnenring. Dit is ook de enige niet-turborotonde, want alle andere rotondes op de binnenring hebben wel aparte stroken voor afslaand en doorgaand verkeer. Op de achtergrond van de tweede foto is de nieuwbouw te zien die de flat van Achter de Winkel gaat vervangen.

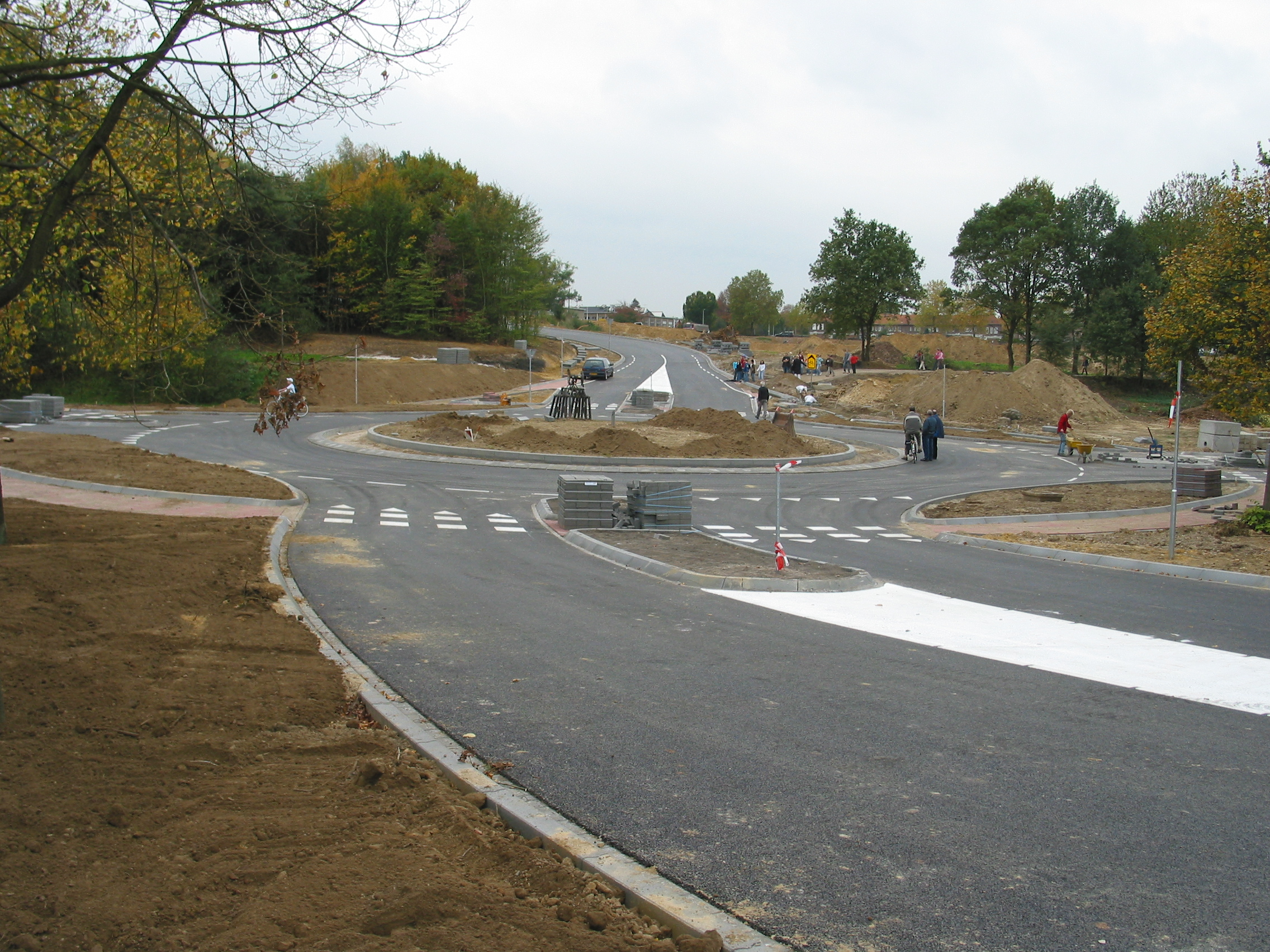
Aanleg rotonde 27-10-2006
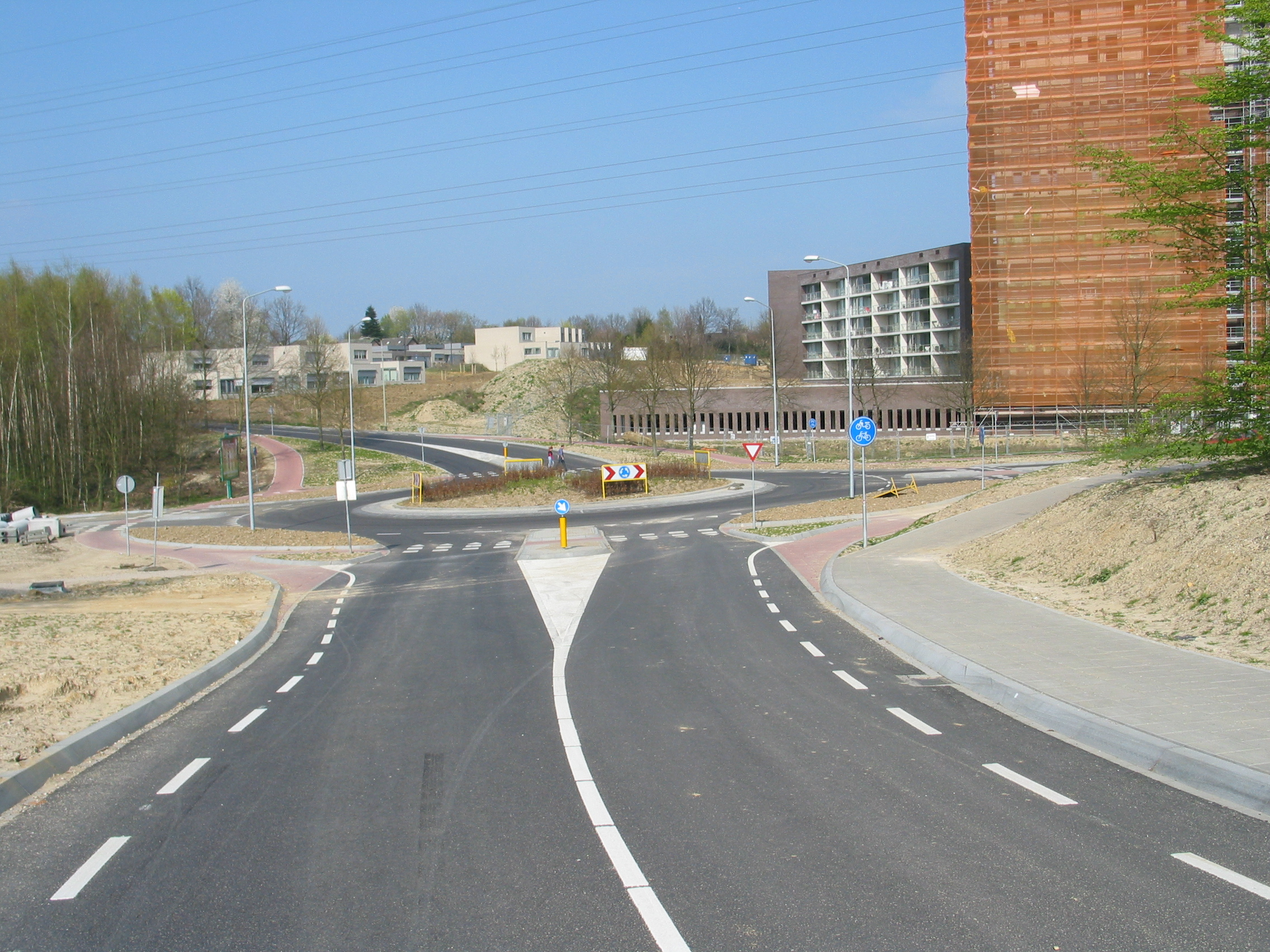
Rotonde 11-4-2007
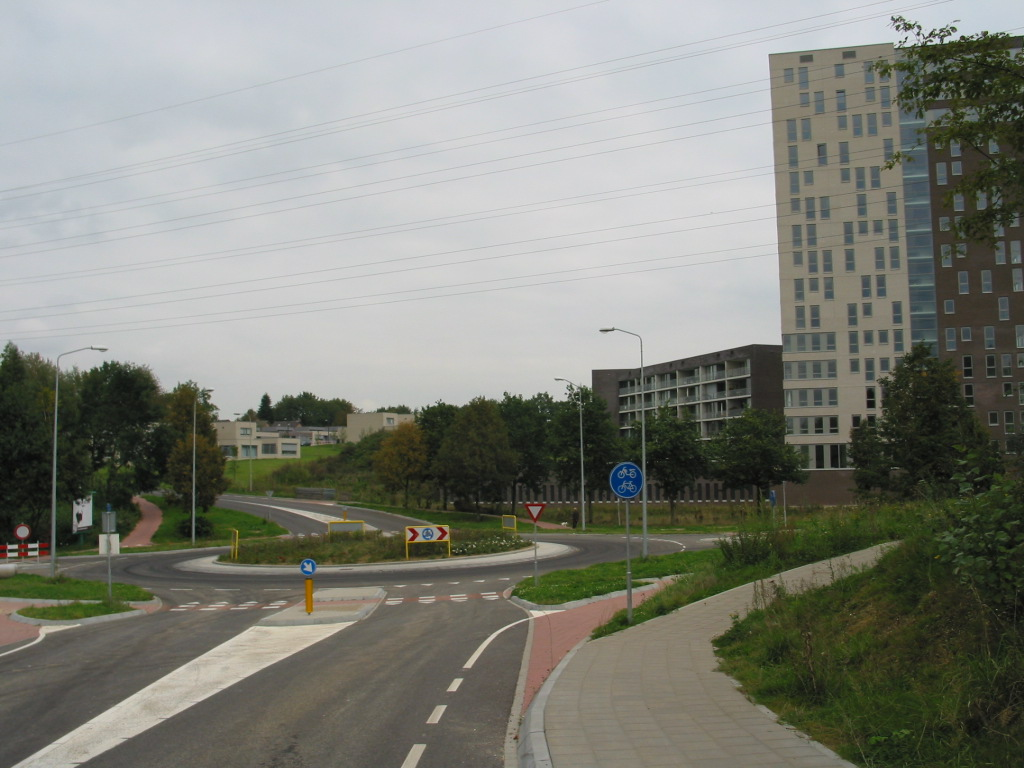
Zelfde foto 13-9-2007
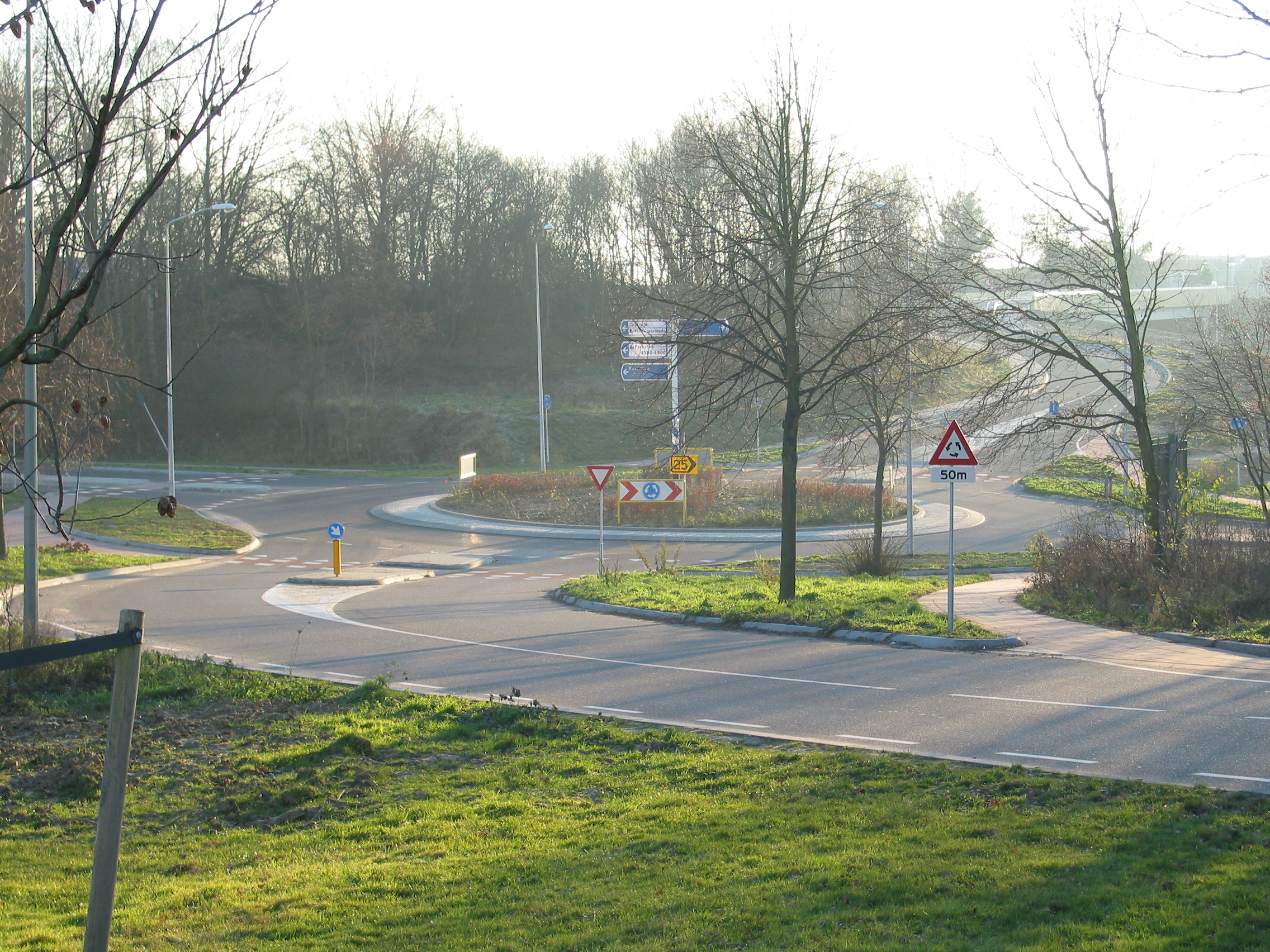
Rotonde compleet

## Verbinding Schaesbergerweg, Rotonde Melchersstraat
Om het zuidelijke tracé te verbinden met het noordelijke tracé zal op de Schaesbergerweg/Heerlenseweg een grote rotonde worden aangelegd. Fietsers en voetgangers zullen door een tunnel ongestoord de binnenring kunnen passeren. Aan de noordkant van de weg zal een fietspad in twee richtingen worden aangelegd. Om te voorkomen dat fietsverkeer nu de bestaande wegen zomaar gaat oversteken wordt er bij de Melchersstraat een rotonde gebouwd om het fietsverkeer in goede banen te leiden en het autoverkeer sneller af te handelen.

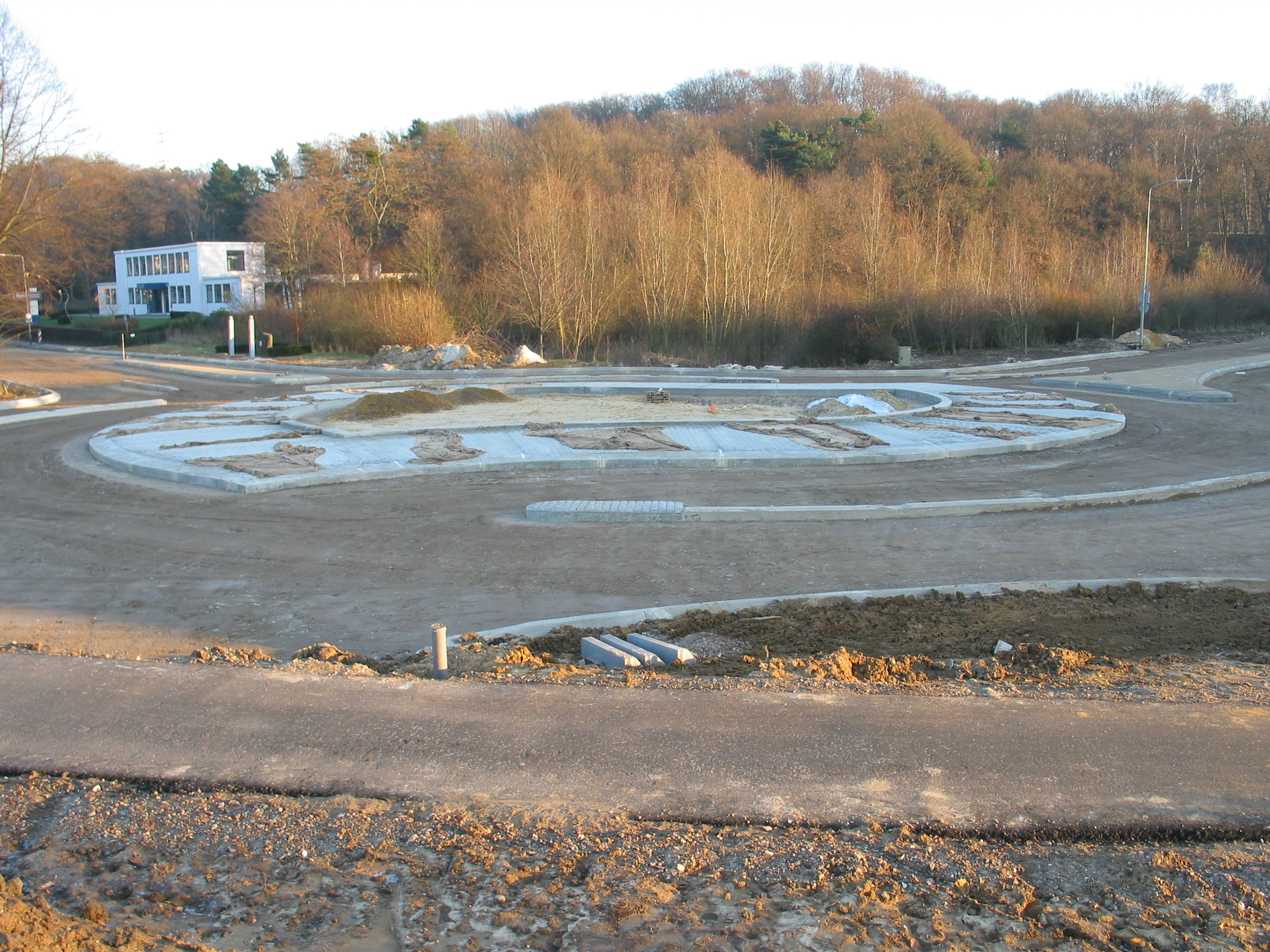
Aanleg van de rotonde aan de Heerlenseweg
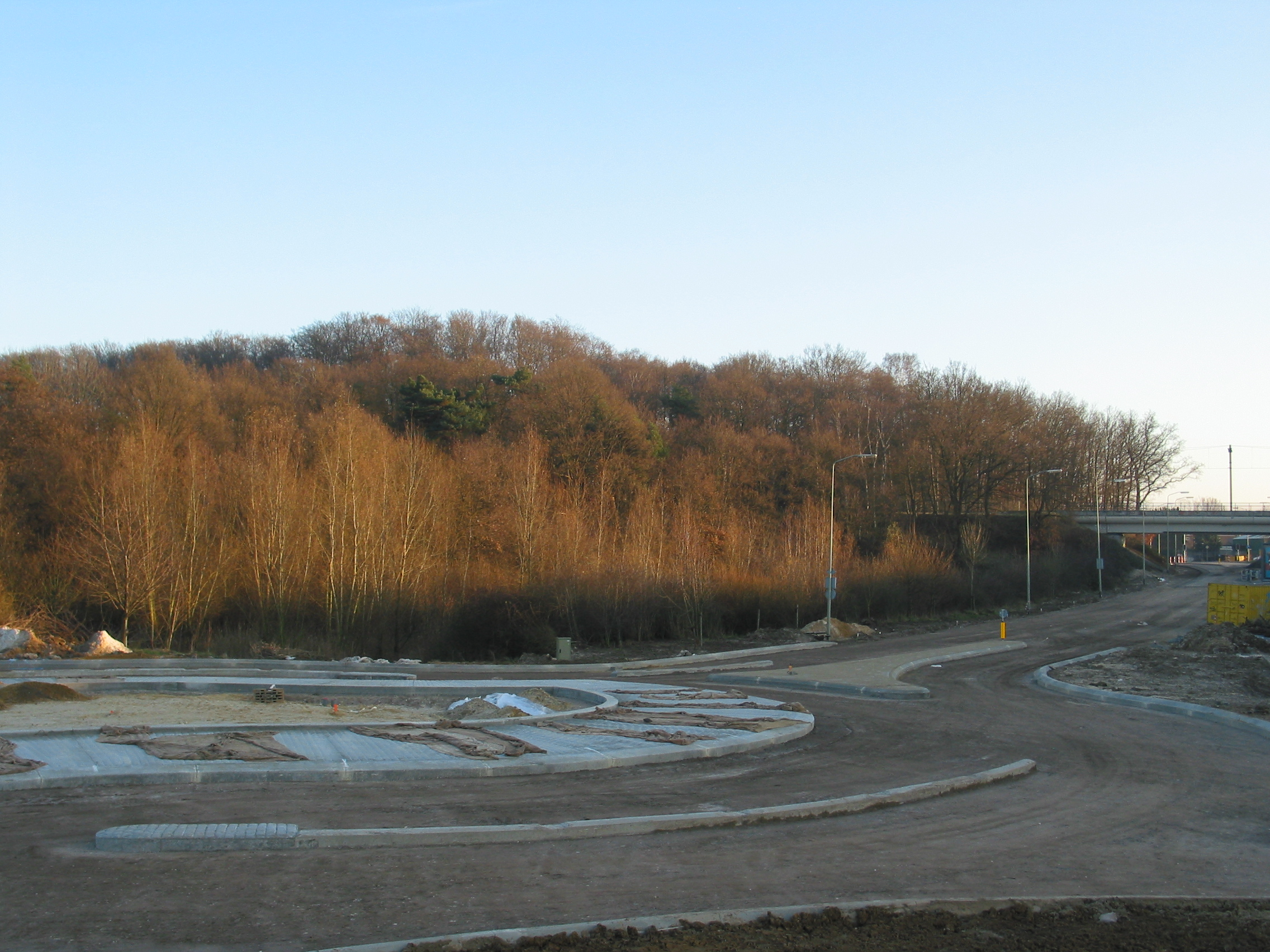
Verbinding met de Mijnspoorweg en in het verlengde daarvan de Binnenring

## Verbinding Mijnspoorweg
Rijdend vanuit Heerlen wordt de Mijnspoorweg afgetakt richting de rotonde van de Einsteinstraat. Door gebrek aan ruimte is dit het enige punt waarop verkeerslichten komen te staan. Voor dit stuk van de binnenring is een deel van het nabijgelegen bos gekapt. Aangezien dit bos door veel mensen als recreatiegebied wordt gebruikt, wordt er een voetgangersbrug gebouwd over de binnenring.
De binnenring zelf loopt achter de wijk Molenberg langs en gaat onder het viaduct bij de Staringstraat door om zo de weg te vervolgen richting de Kerkraderweg. Halverwege het traject komt een nieuwe rotonde die zorgt voor verbinding met de Einsteinstraat.
De verbinding Mijnspoorweg - Einsteinstraat zou eigenlijk al veel eerder gerealiseerd moeten zijn. Toenmalige onenigheid tussen de gemeenten Heerlen en Landgraaf over wie de verbinding moest betalen leidde er echter toe dat de weg pas aangelegd werd in het grotere plan van de binnenring.

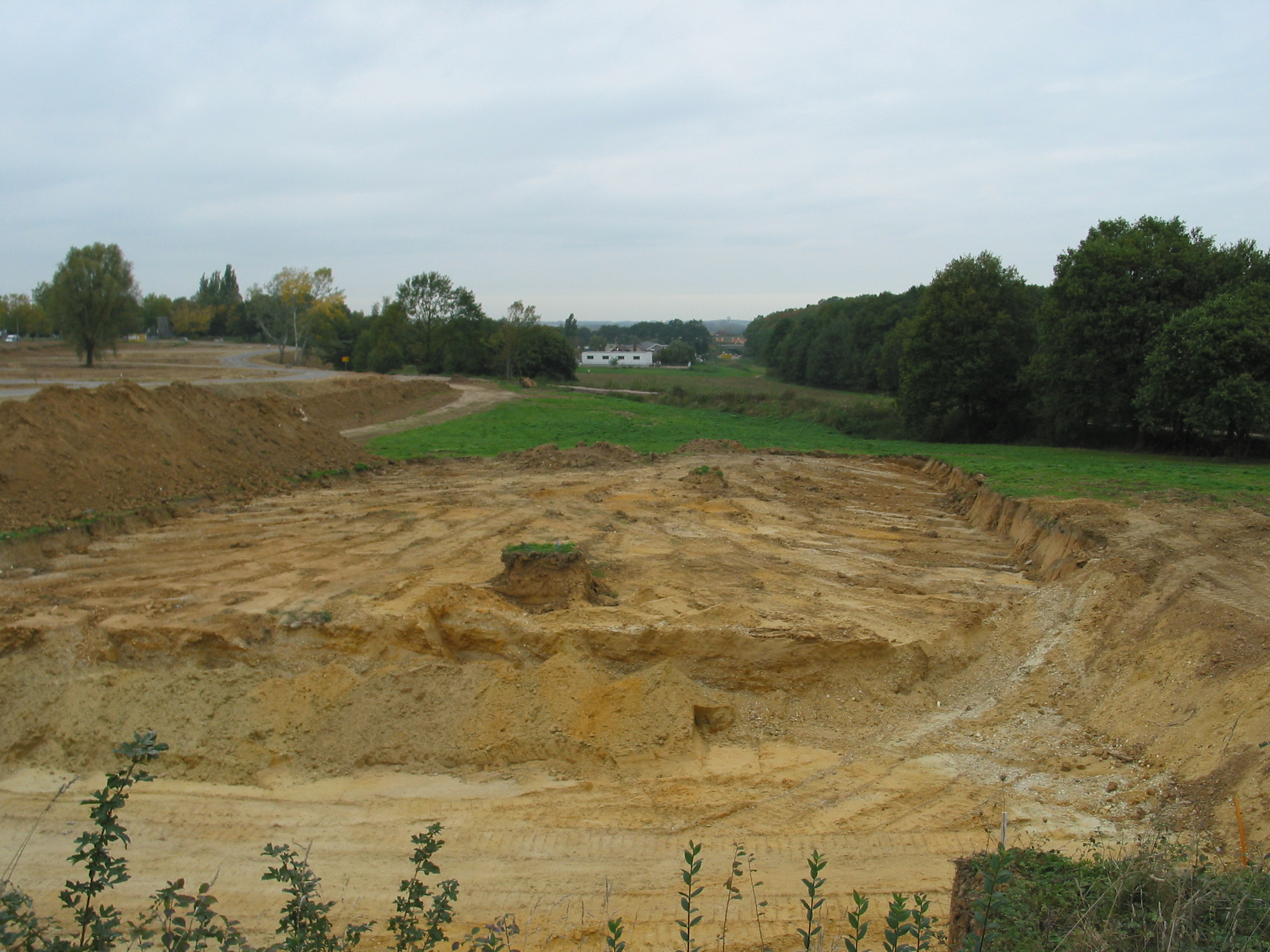
Nog aan te leggen verbinding richting Mijnspoorweg
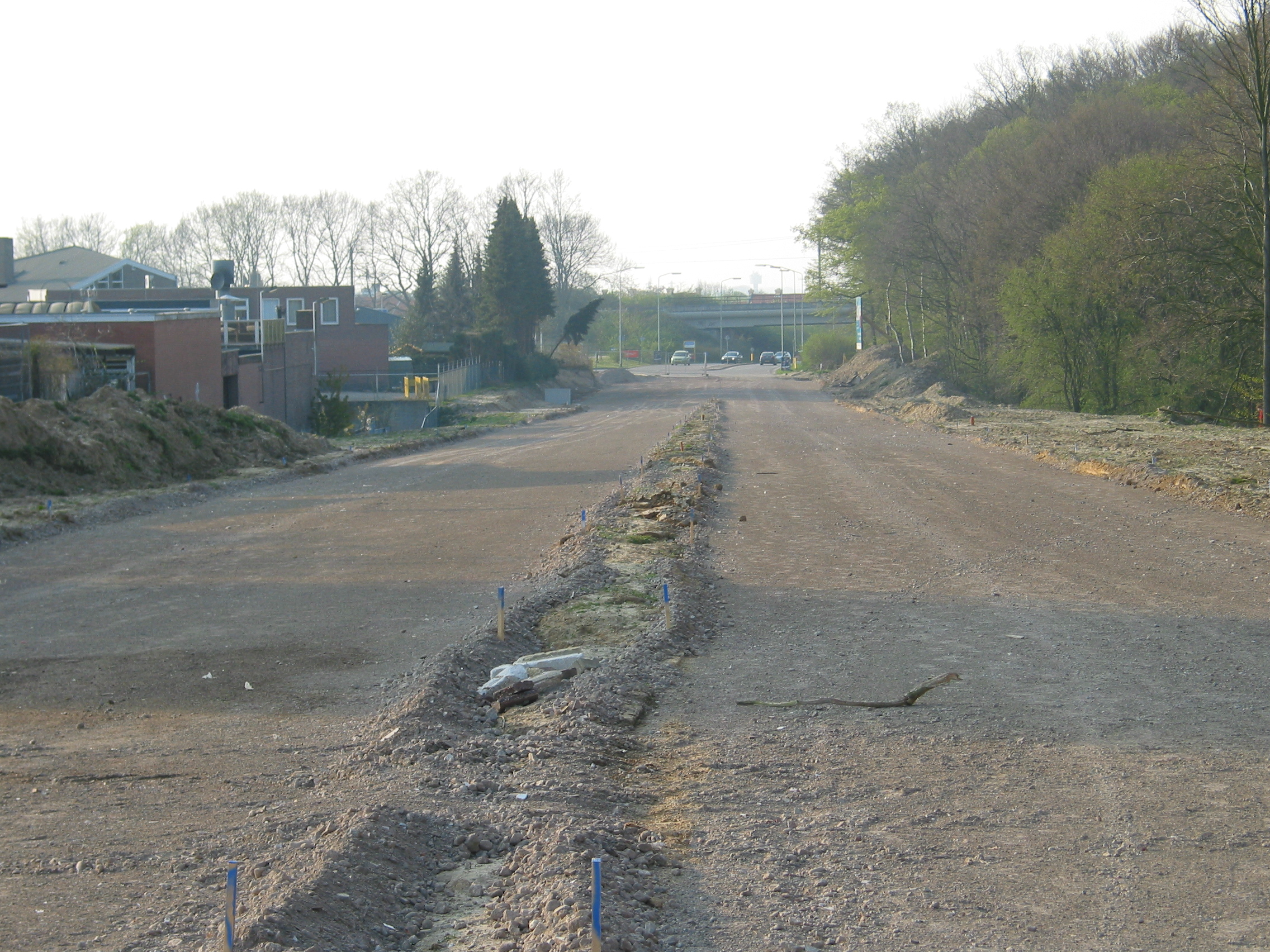
Verbinding Mijnspoorweg 11-4-2006, deels aangelegd
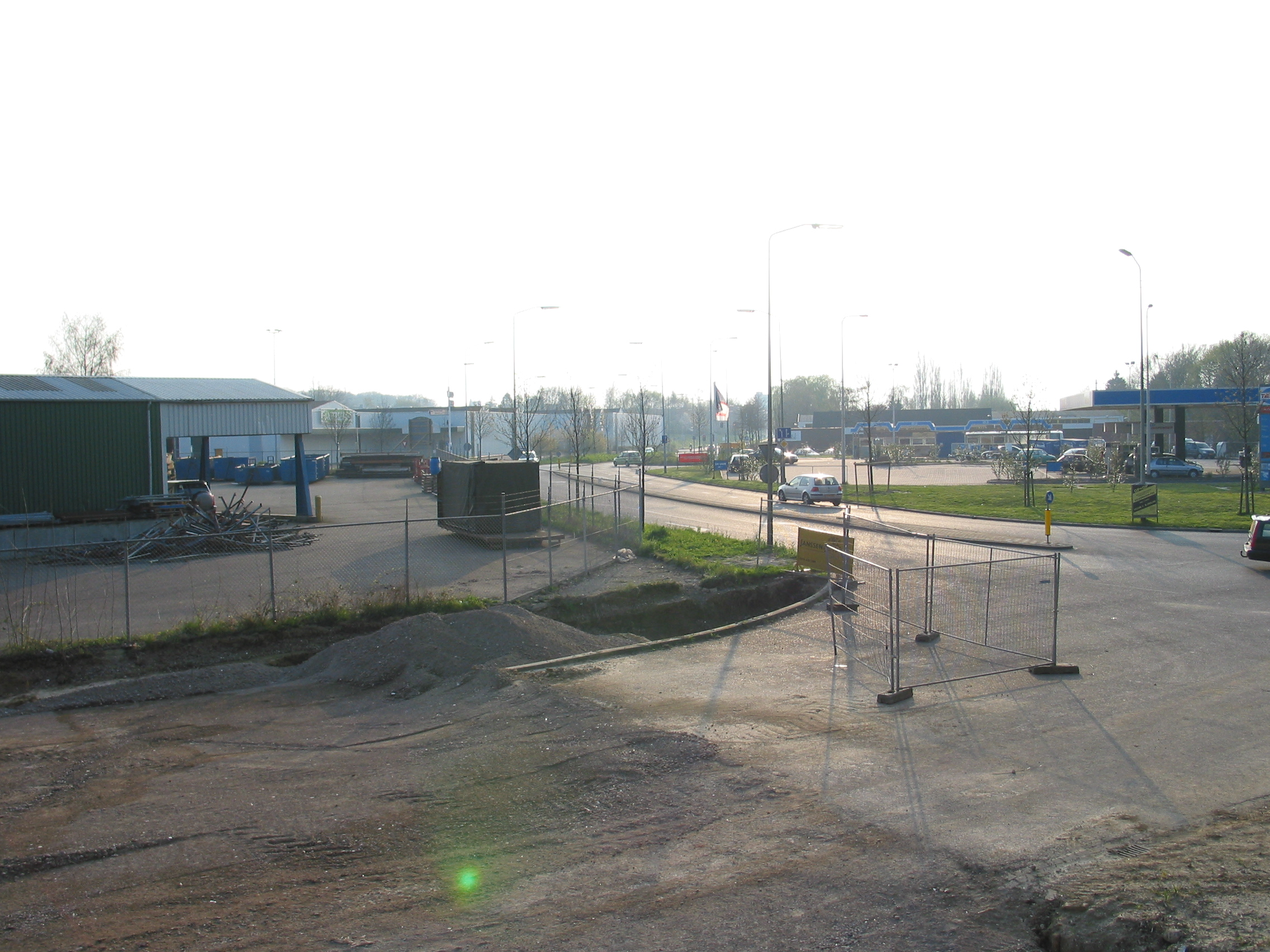
Aansluiting op de Mijnspoorweg
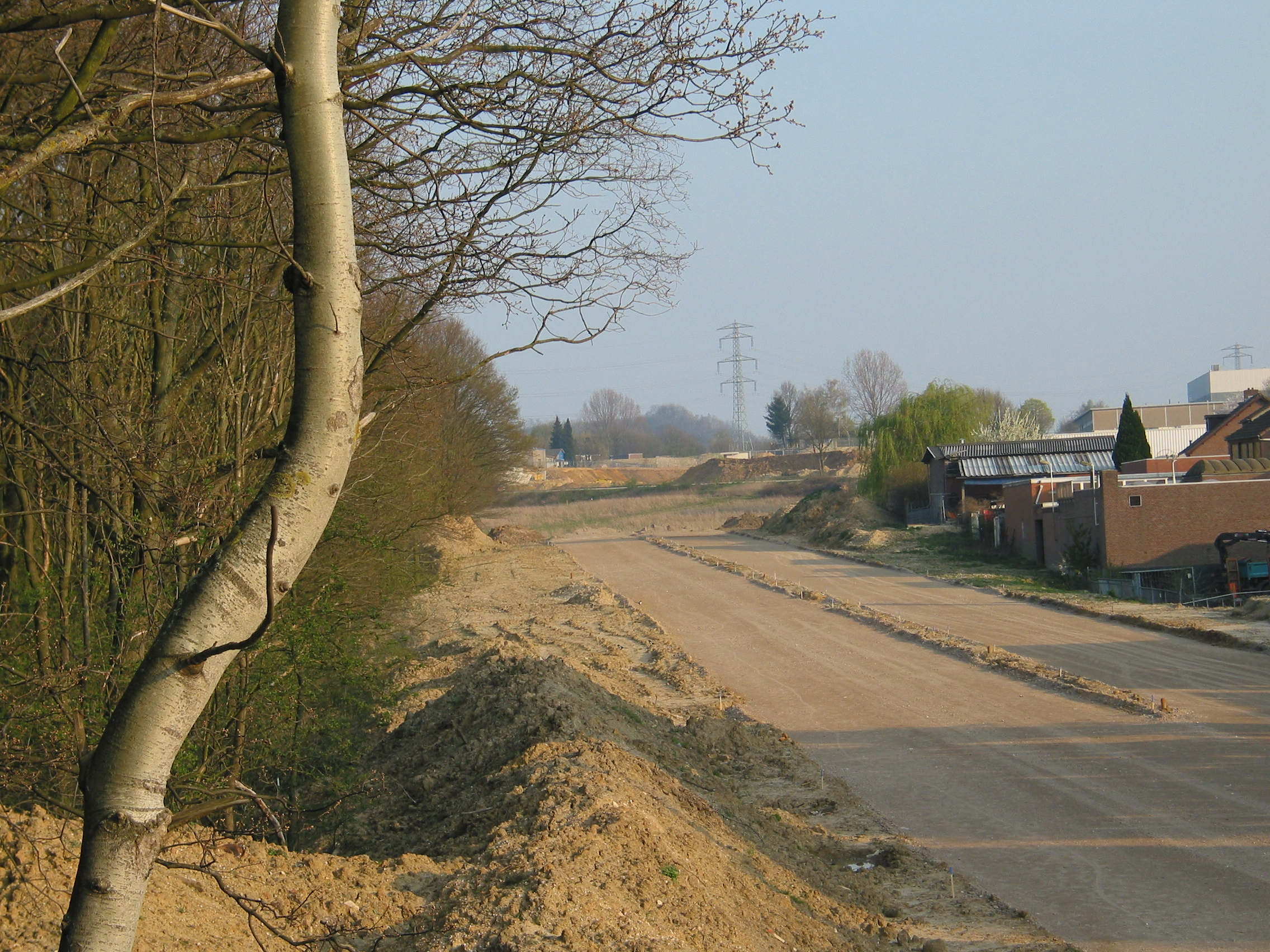
Gezien vanaf de Mijnspoorweg
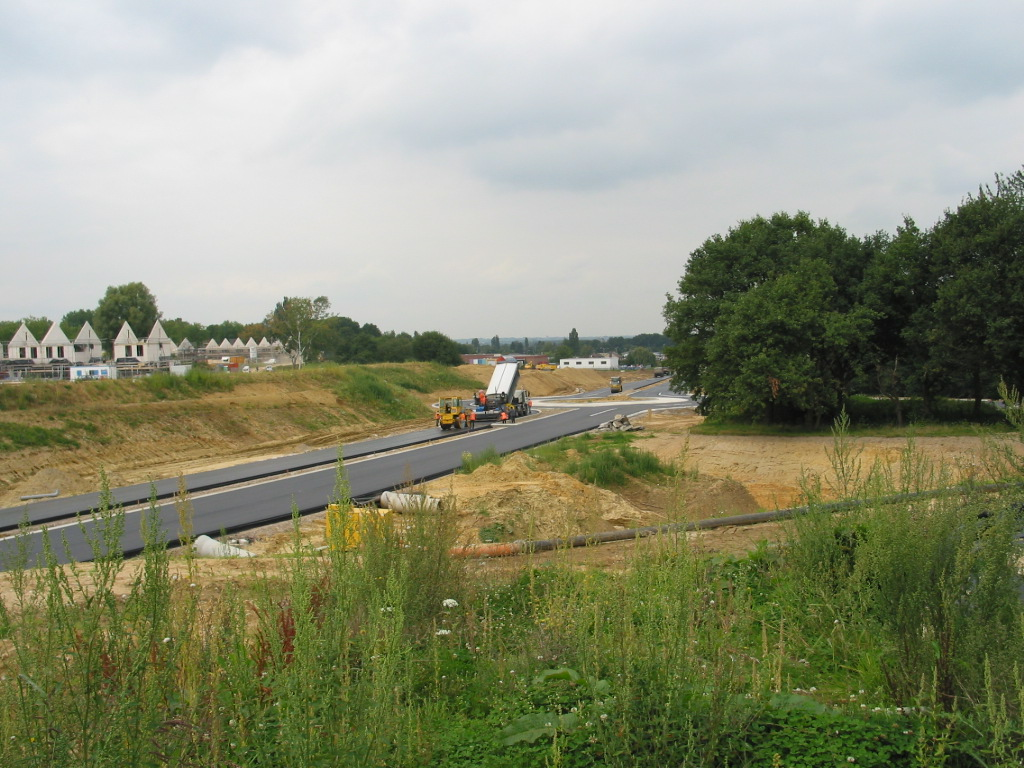
Aanleg verbindingsrotonde
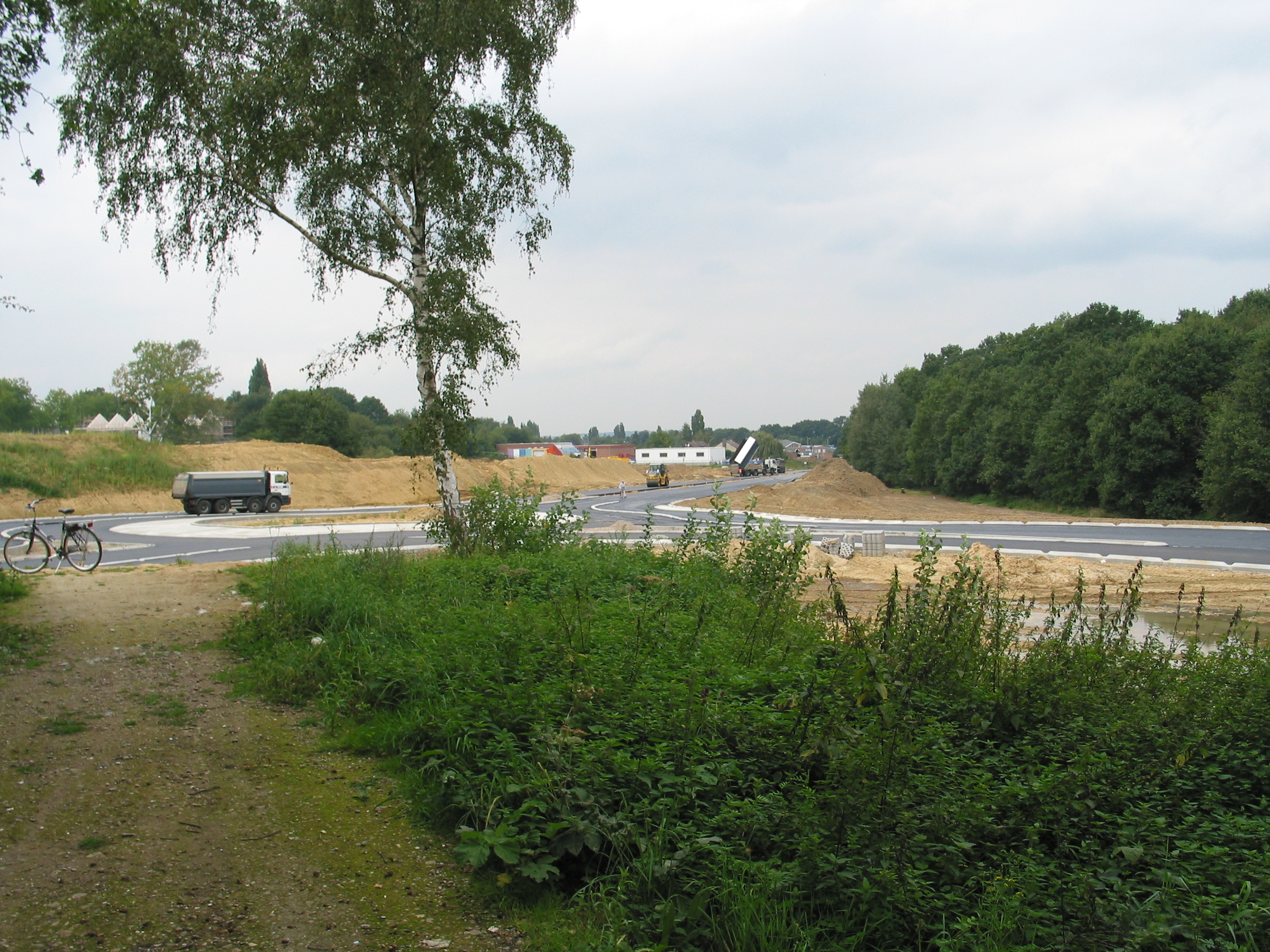
3 richtingen
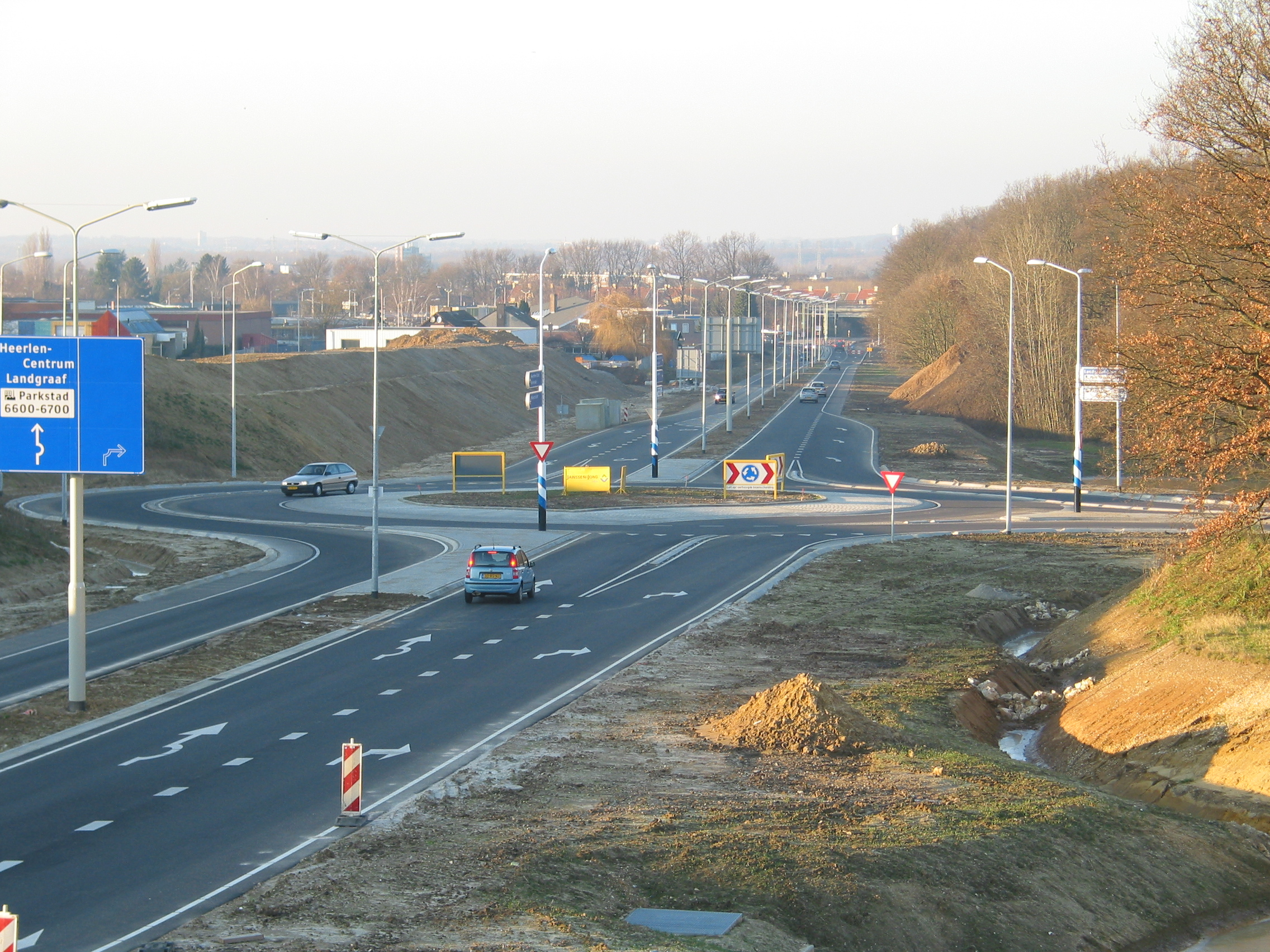
Voltooide rotonde
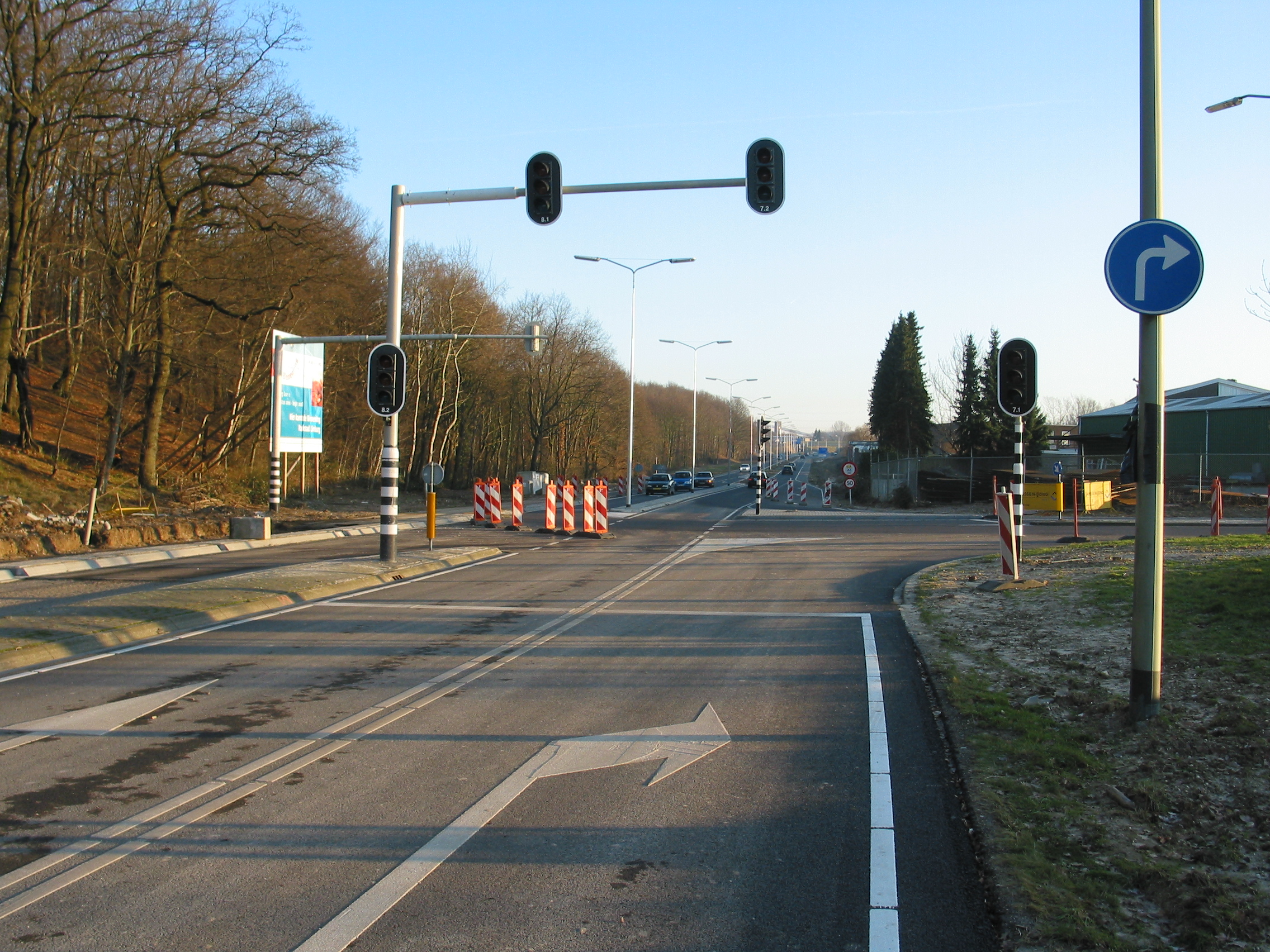
Kruispunt verbinding mijnspoorweg Binnenring

## Viaduct Staringstraat
Het viaduct op de Staringstraat gaat dienen als verbinding tussen Schaesberg en de wijk Molenberg. Er is gekozen voor een viaduct om de binnenring zo min mogelijk te belasten met overstekend verkeer. Het viaduct wordt alleen toegankelijk voor (brom)fietsers en bussen. Voor de aanleg van het viaduct is een enorme kuil gegraven waarin de werkzaamheden plaatsvinden.

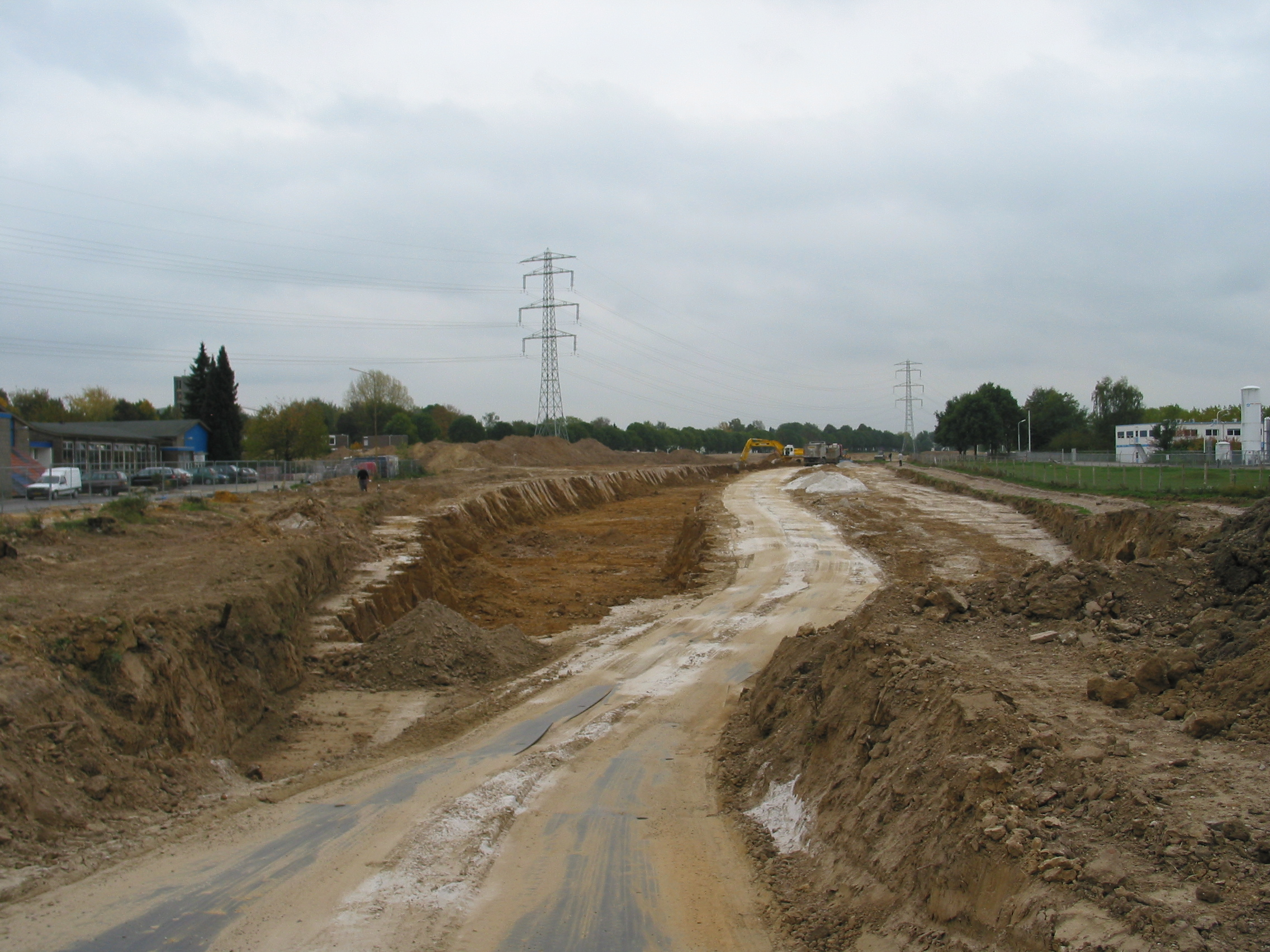
Graven van de kuil voor het viaduct
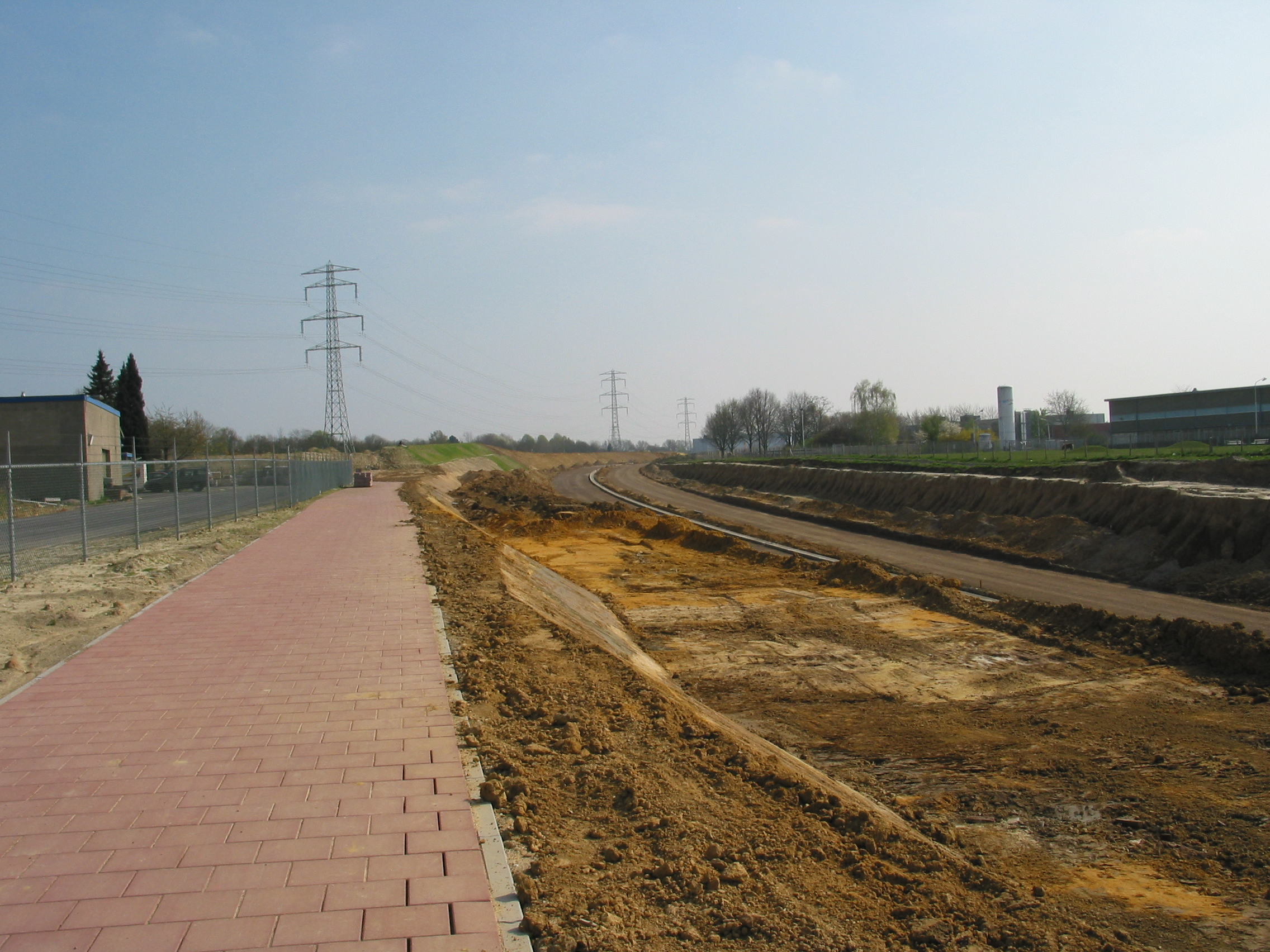
Foto in zelfde richting genomen 5 maanden later
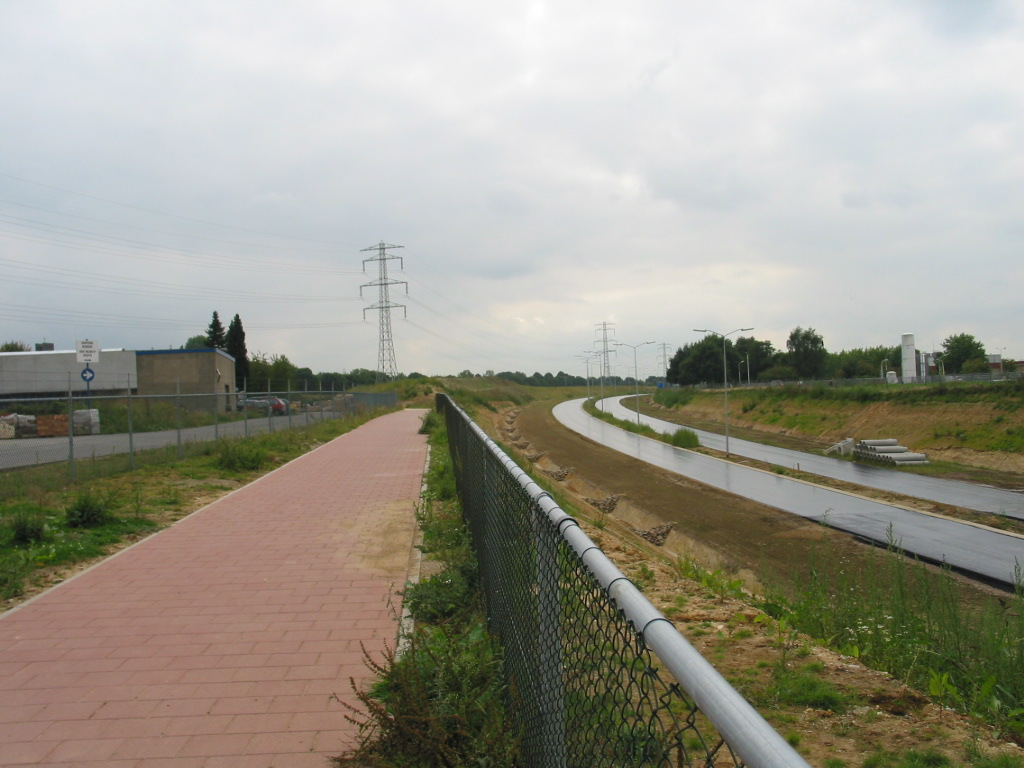
Wederom 5 maanden later
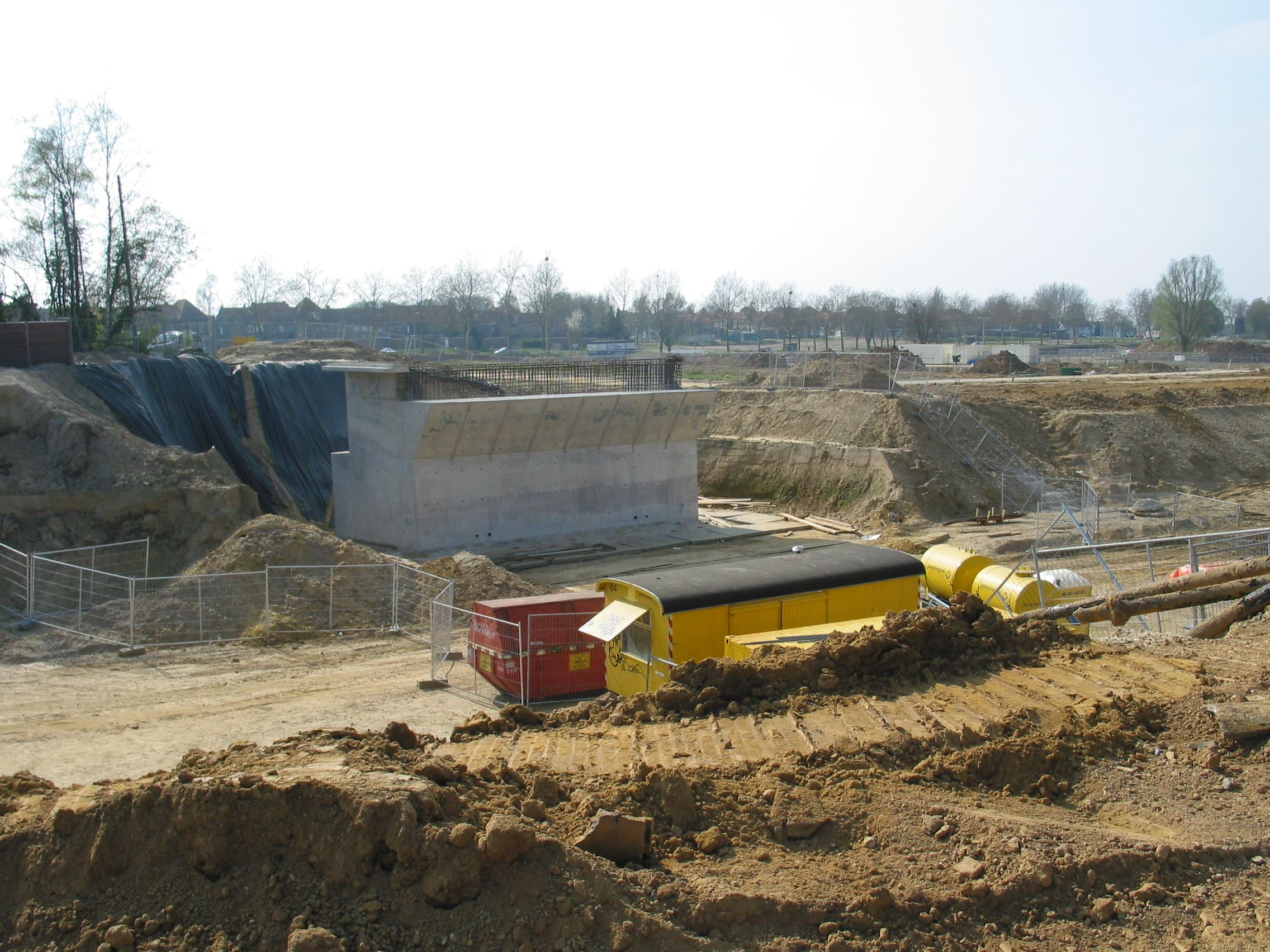
Pijler van het viaduct
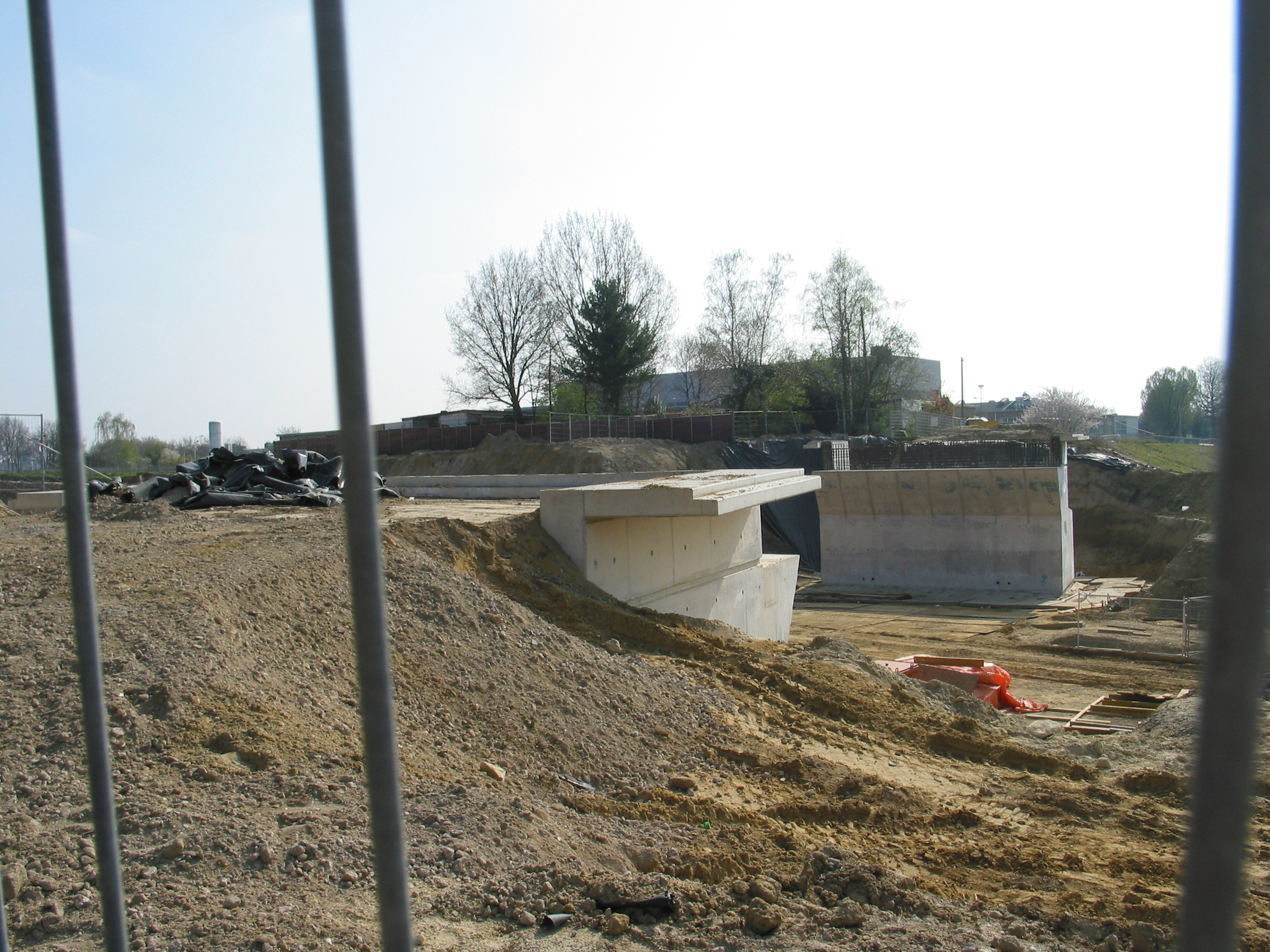
Pijler van het viaduct
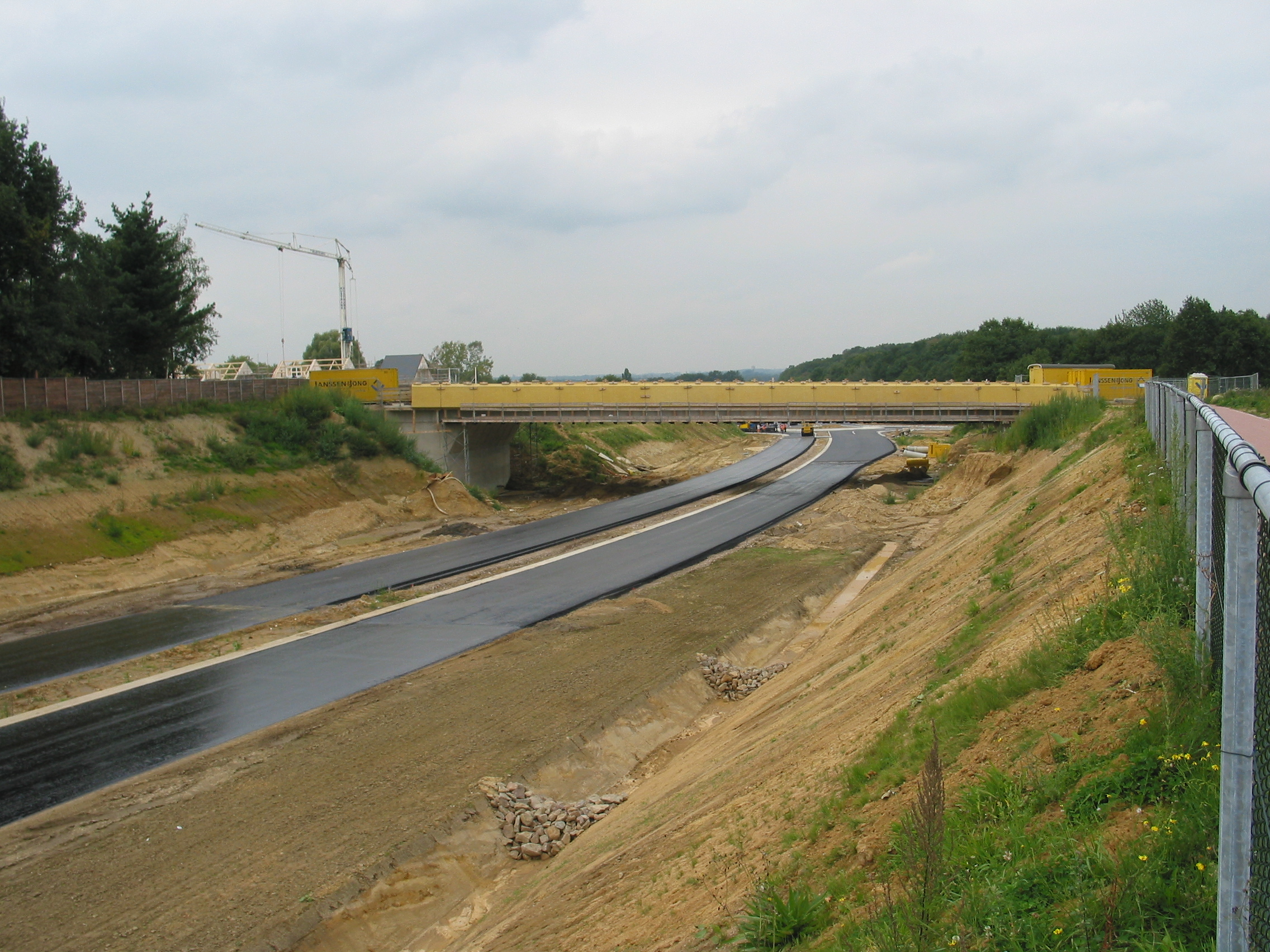
De overbrugging is inmiddels geplaatst

## Rotonde Kerkraderweg
De Kerkraderweg was de belangrijkste weg tussen Heerlen (Molenberg) en Kerkrade (Terwinselen). De Kerkraderweg werd onderbroken en voor de Binnenring moest de Pegasuslaan tussen het Eikske en de Heerlerbaan worden verlegd. Voor voetgangers en fietsers komt er een brug over de binnenring. De Kerkraderweg wordt niet meer hersteld en wordt zo een verkeersluwe weg. Dit is te vergelijken met de Schaesbergerweg/Heerlenseweg die door de Mijnspoorweg ook verkeersluw is geworden en niet meer de belangrijkste verbindingsweg tussen Heerlen en Schaesberg vormt.

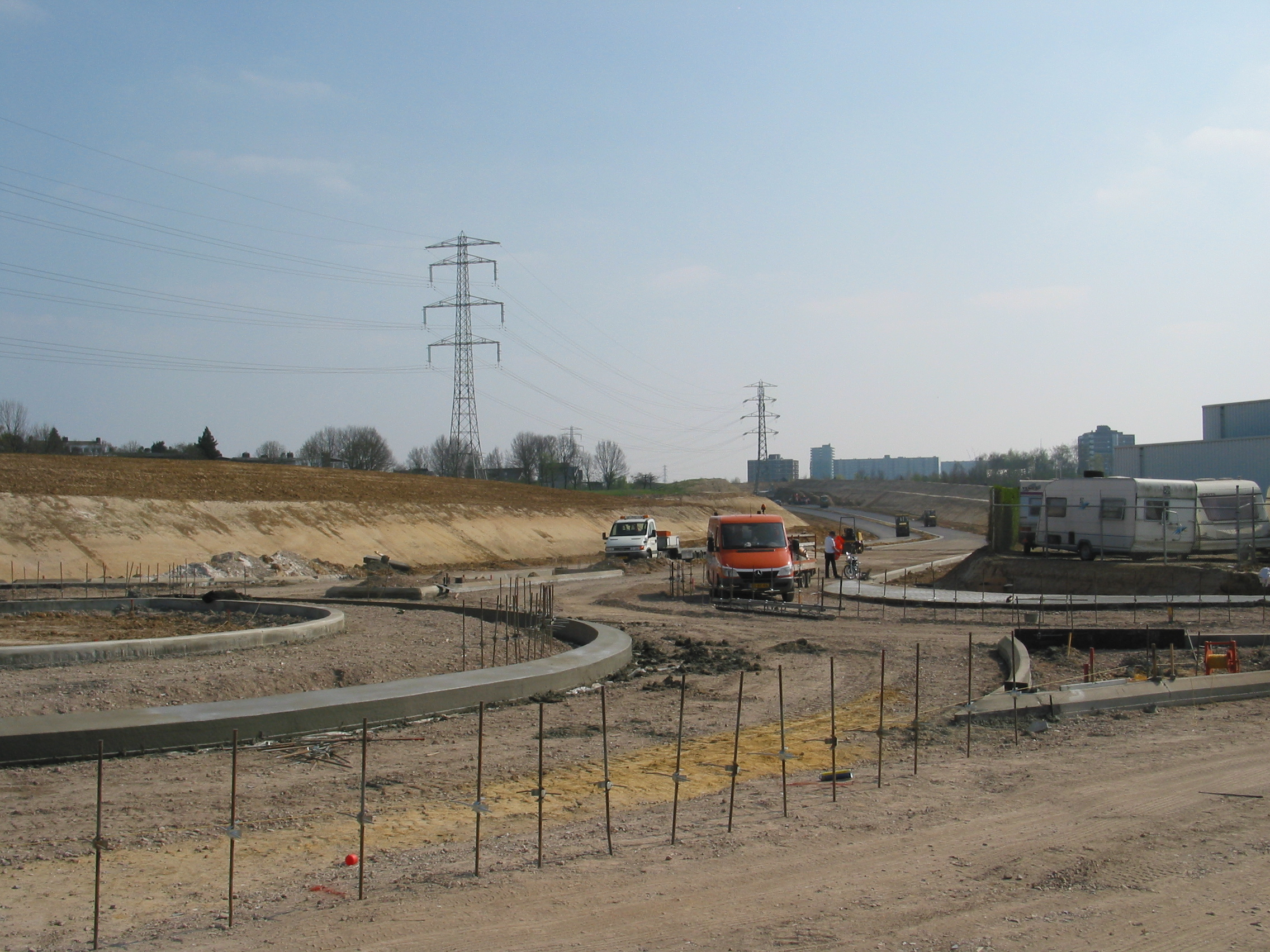
Aanleg rotonde op de Kerkraderweg
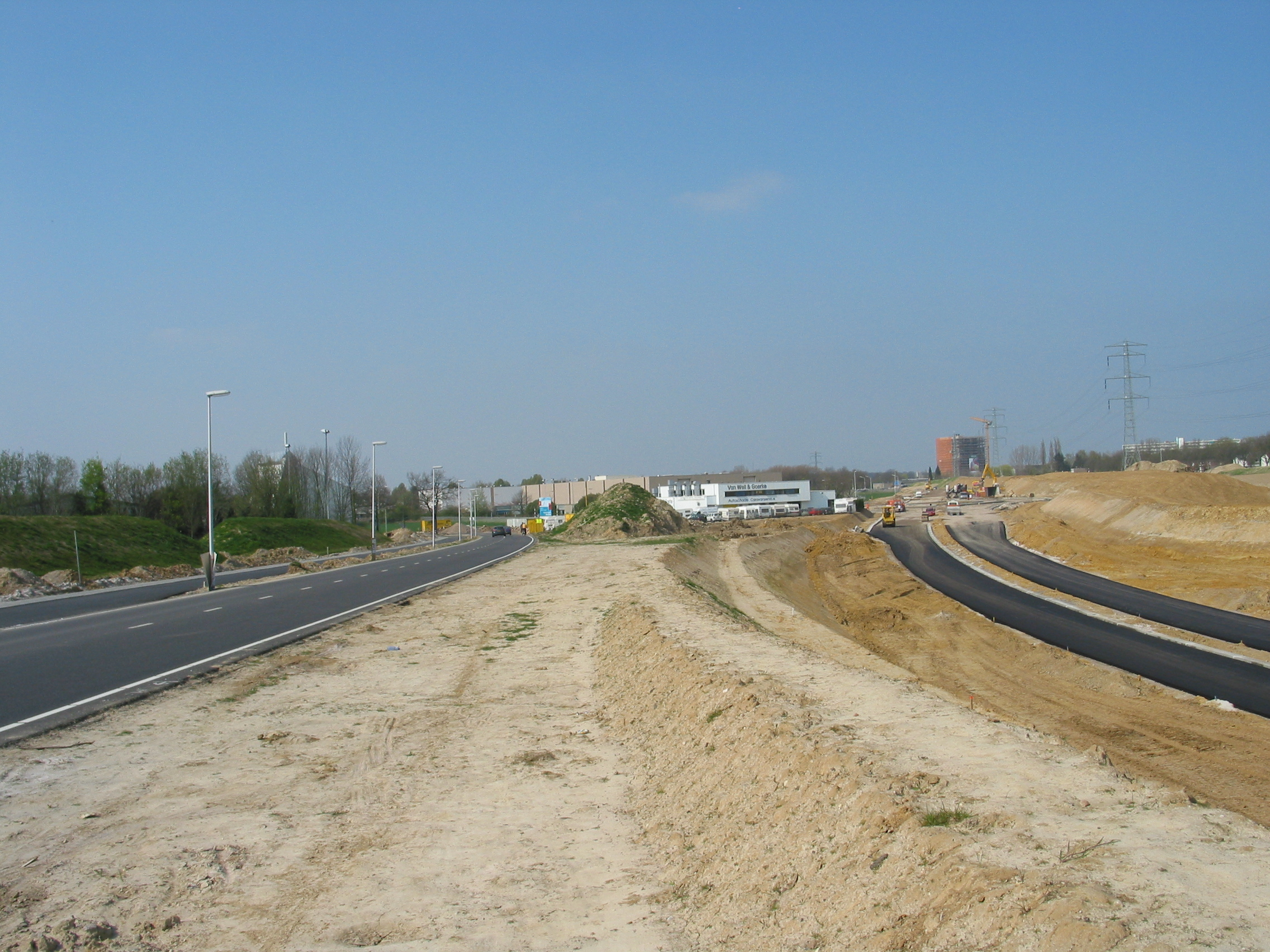
Rechts de rotonde in aanleg, links de verlegde Pegasuslaan
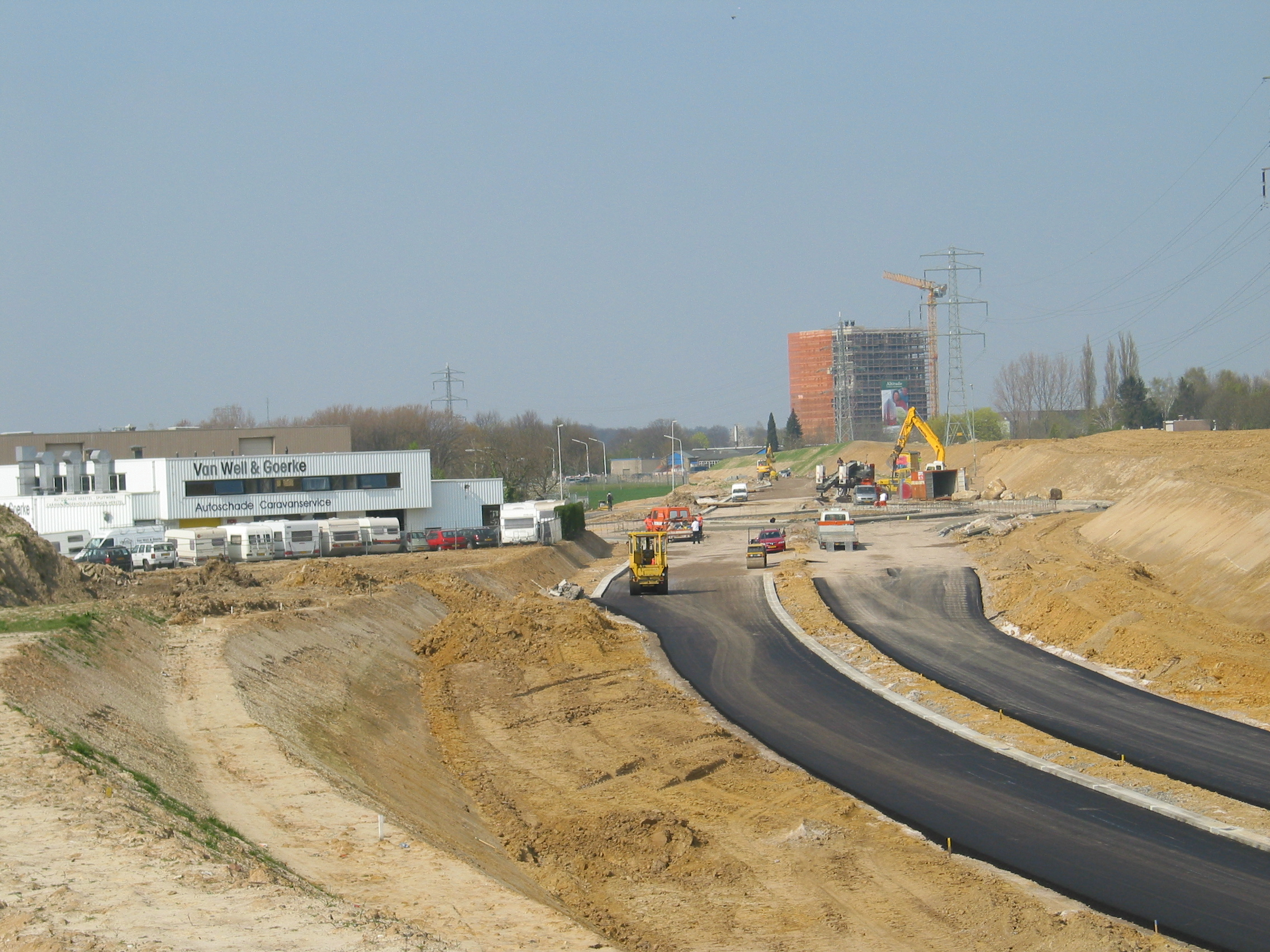
Rotonde Kerkraderweg
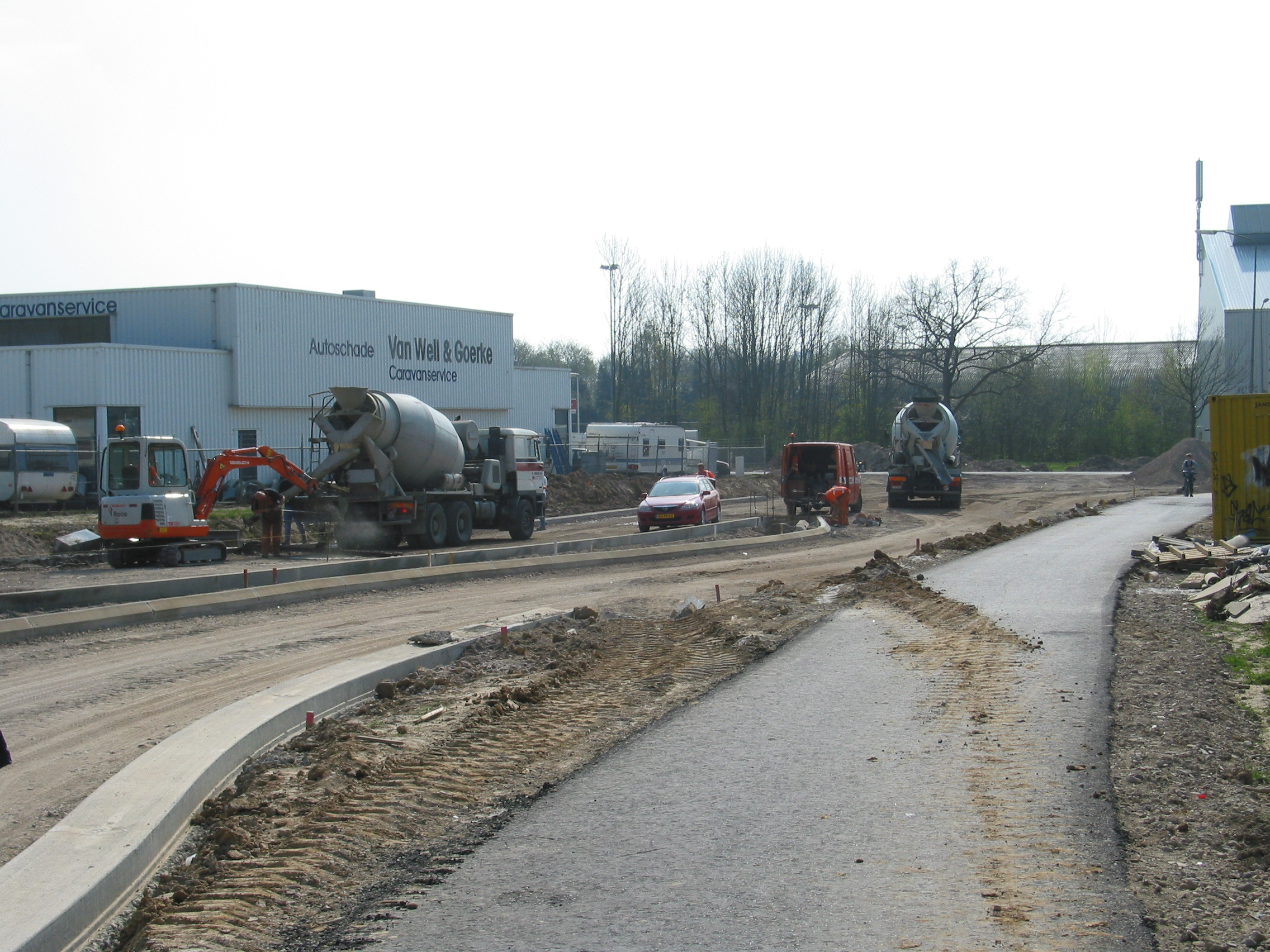
Aansluiting op de Kerkraderweg. Rechts het tijdelijke fietspad
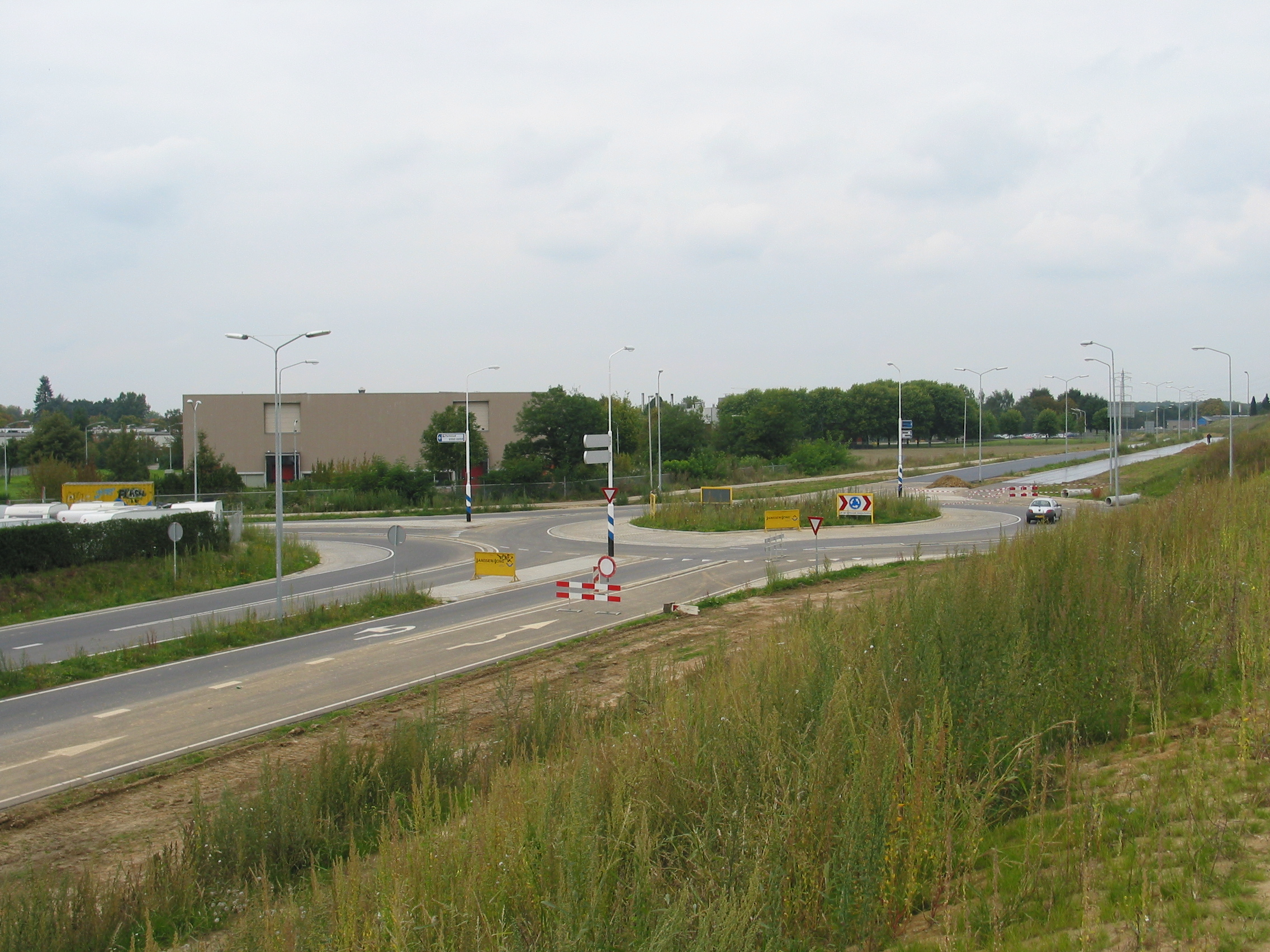
Voltooide rotonde, uitzicht richting het noorden
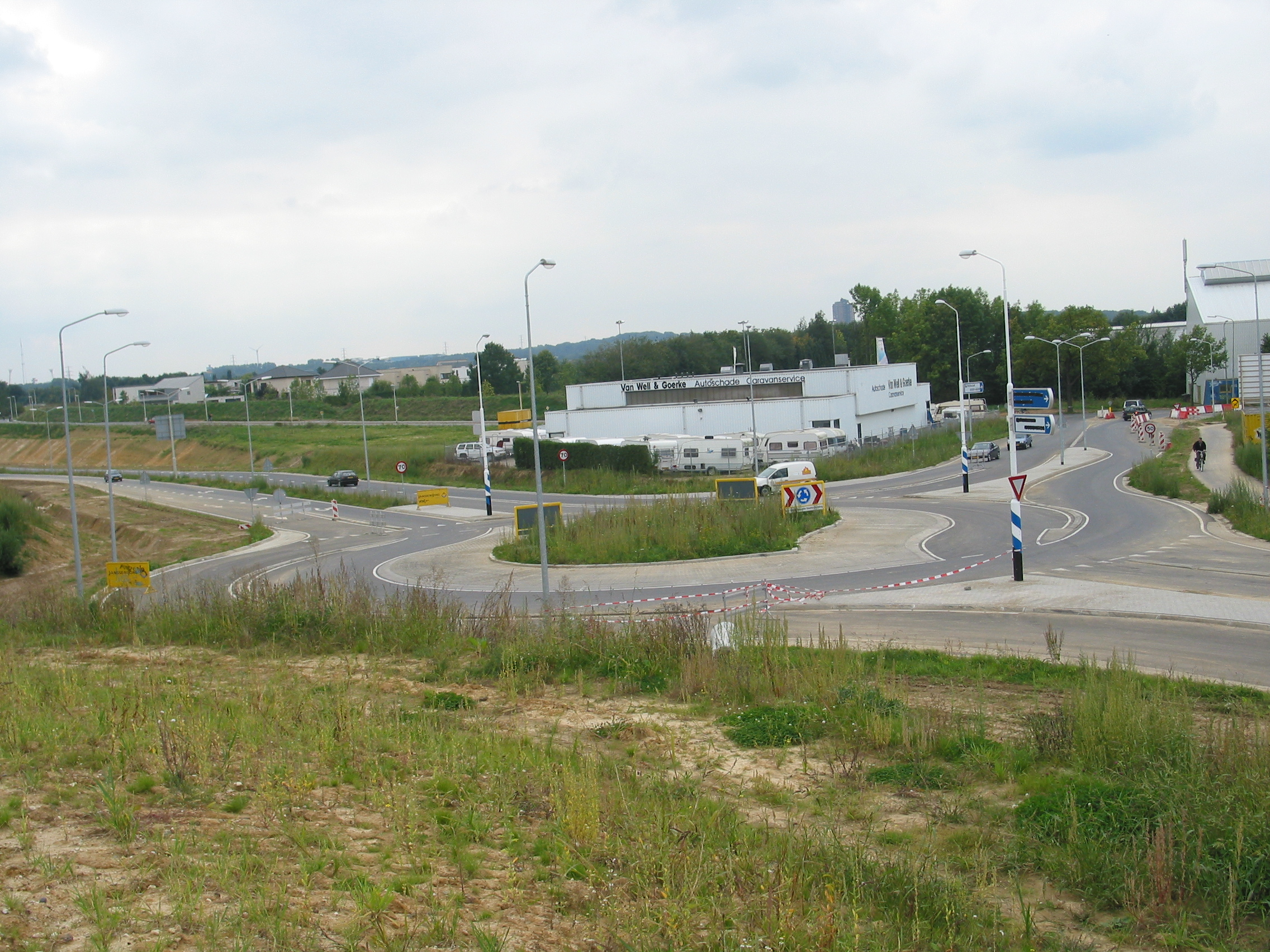
Voltooide rotonde, uitzicht richting het zuidwesten

## Rotonde Euregioweg
De werkzaamheden aan de turborotonde op de Euregioweg/Hofstraat hebben onder enige tijdsdruk gestaan. Aangezien Pinkpop op zichzelf al zorgt voor verkeerschaos, is dat met een gesloten Hofstraat de chaos nog veel groter.
Doordat de binnenring verdiept is aangelegd ter hoogte van de Kerkraderweg is er sprake van een flink hoogteverloop.

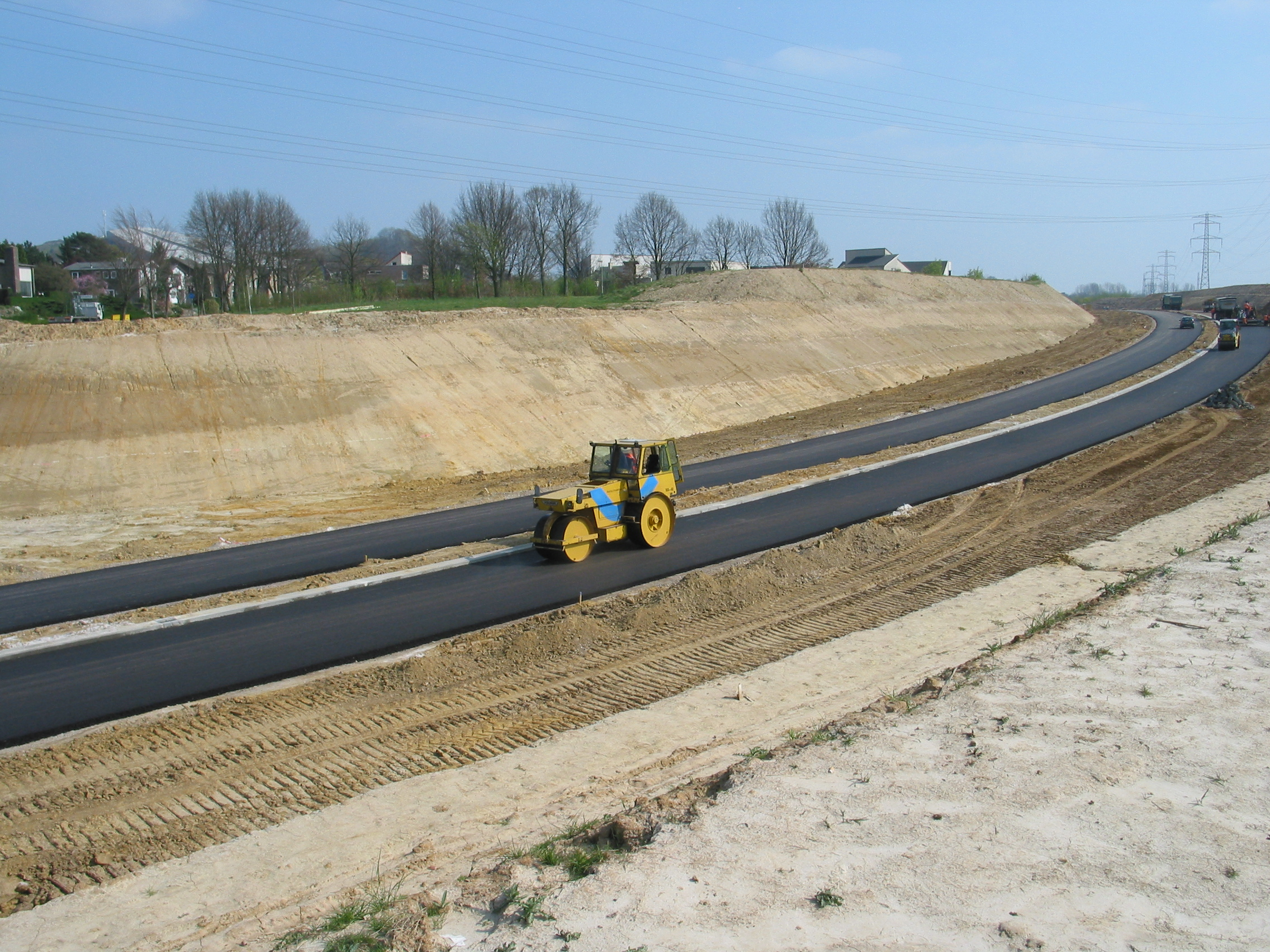
Asfalteren van de binnenring
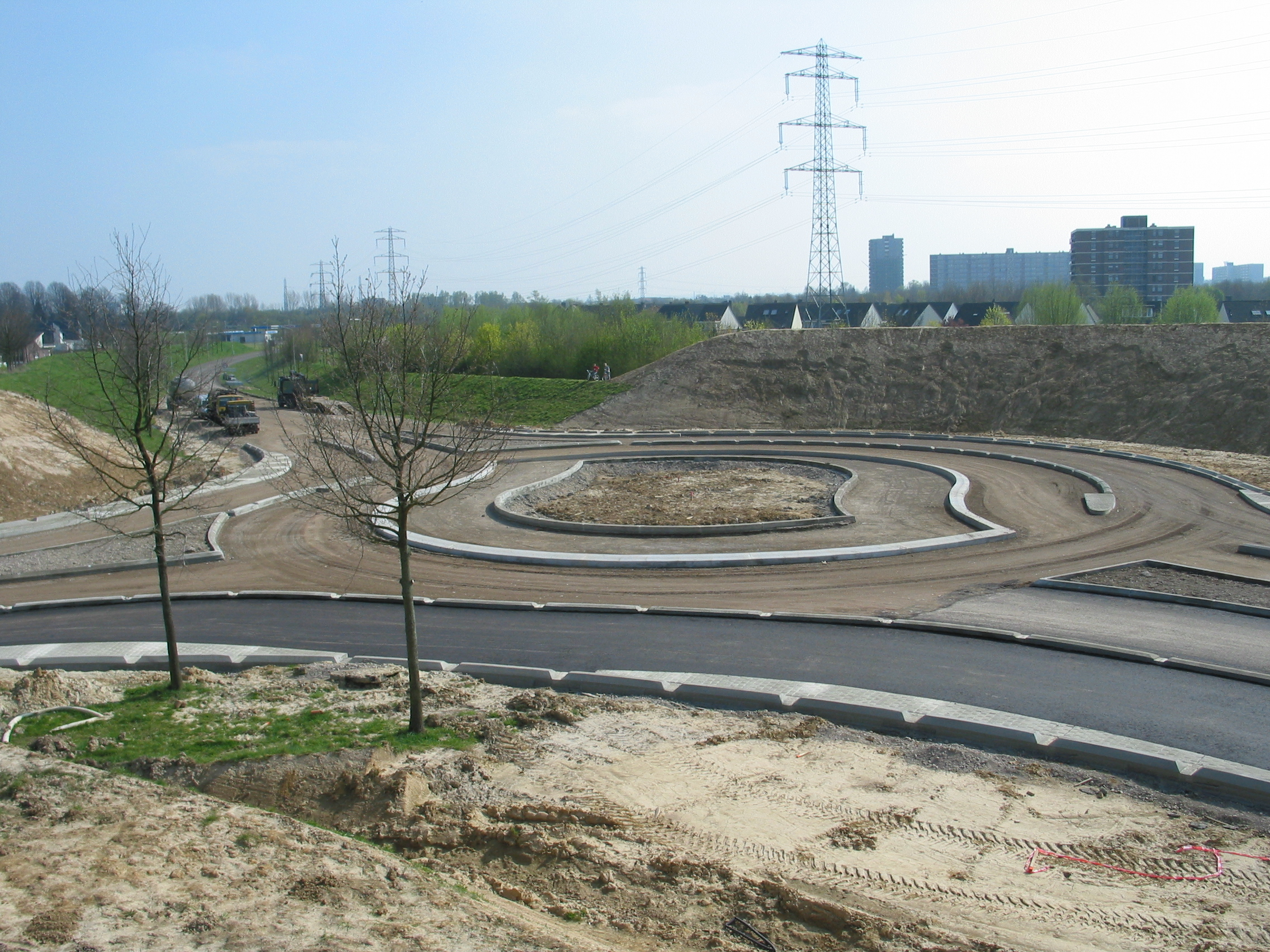
Aanleg rotonde op de Euregioweg
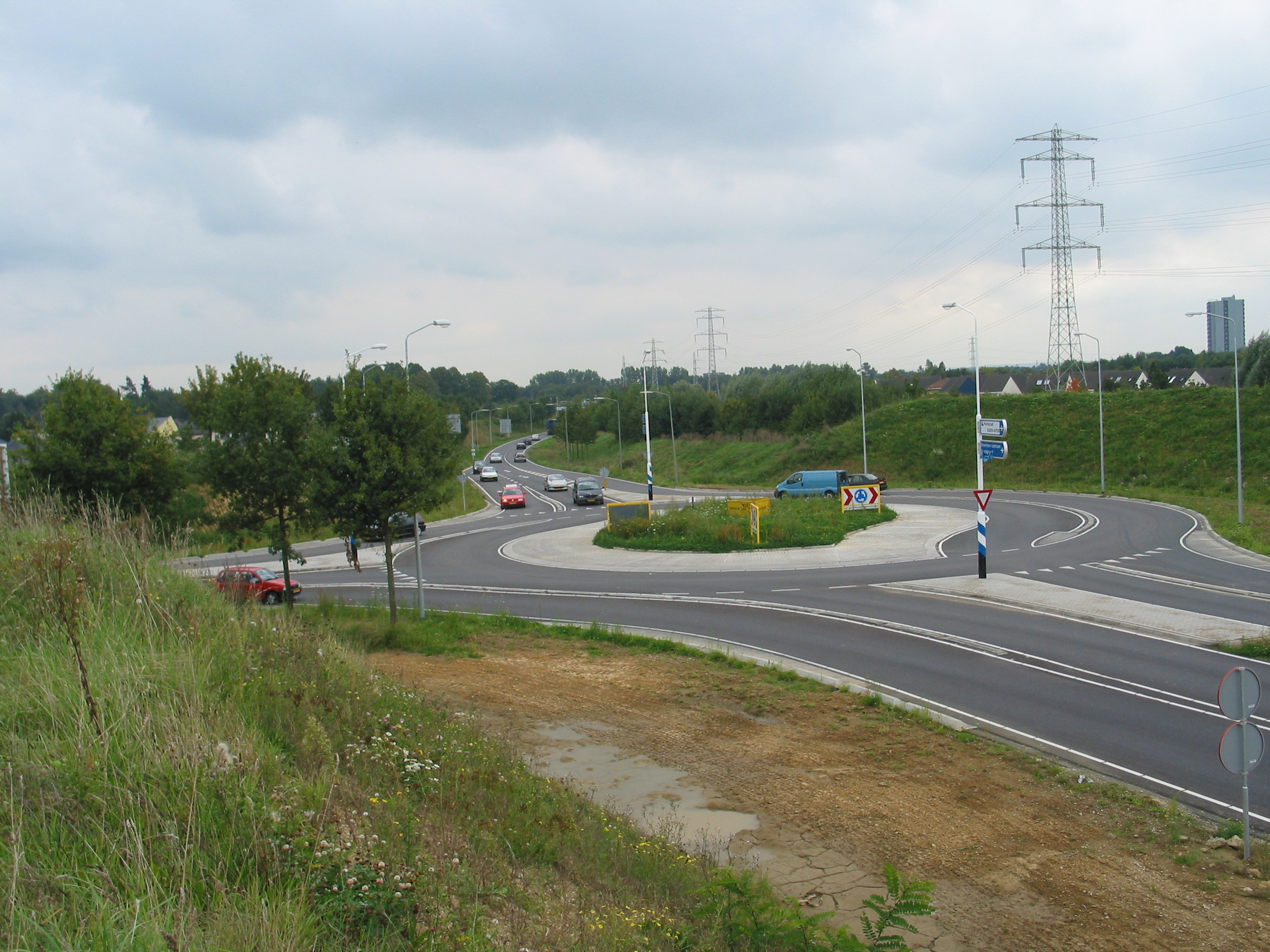
Voltooide rotonde euregioweg vanuit Heerlen
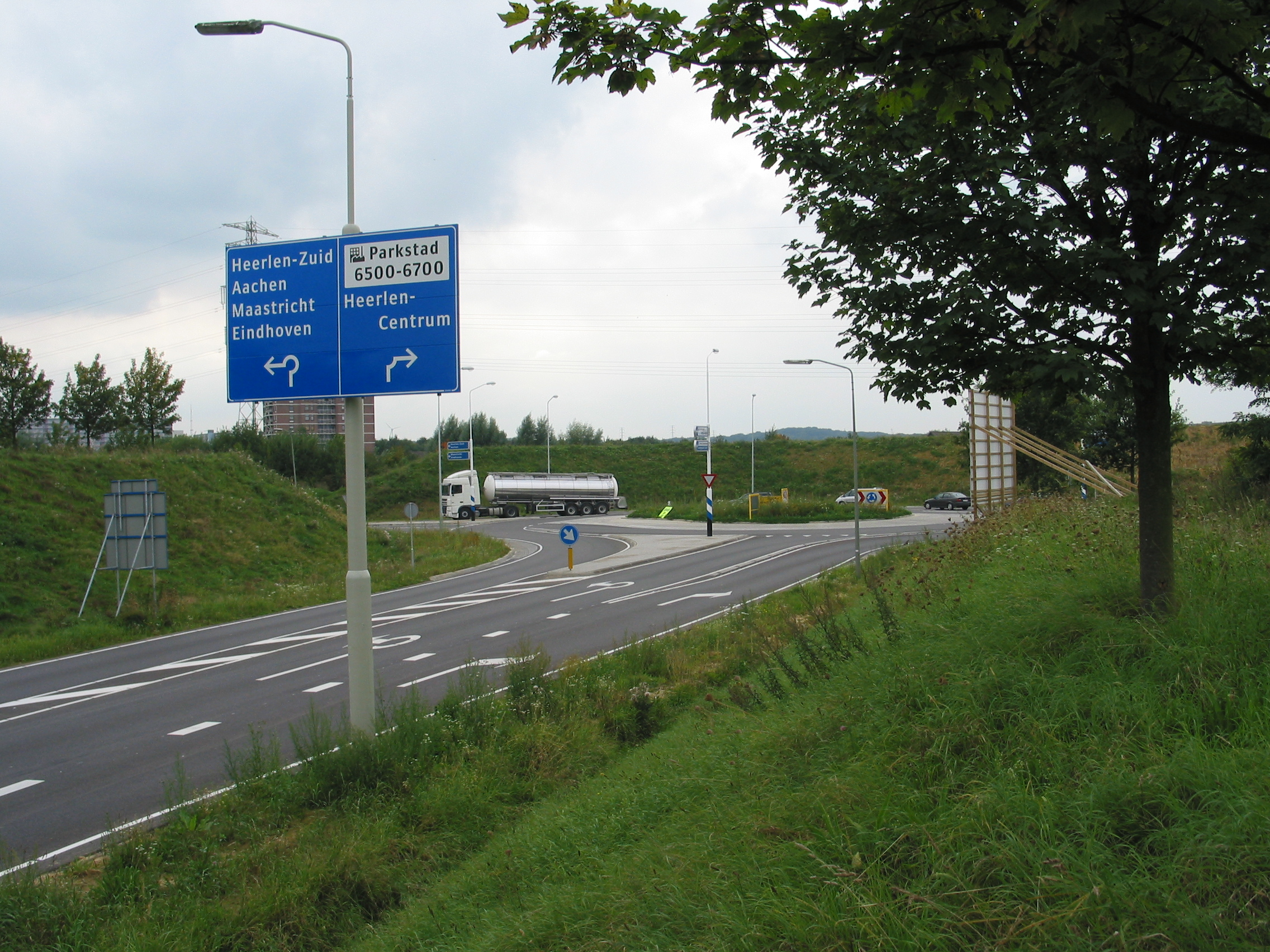
Voltooide rotonde euregioweg vanuit Landgraaf